# Lavelanet
Pour les articles homonymes, voir Lavelanet-de-Comminges.
Lavelanet (prononcé [lavəlane] ; L'Avelhanet en occitan languedocien) est une commune française située dans le département de l'Ariège en région Occitanie. Sur le plan historique et culturel, la commune fait partie du pays d'Olmes, haut lieu de la tragédie cathare alliant des paysages d'une grande diversité.
La première « ville » se trouvait au bourg de Bensa, prieuré fondé par les moines de Saint Sernin de Toulouse au IXe siècle. La ville de Lavelanet apparaîtra au pied du château fort ou Castrum nommé « Castelsarrasin », château ayant appartenu au comte de Foix.
Lavelanet est une commune urbaine qui compte 6 018 habitants en 2022. Elle appartient à l'unité urbaine de Lavelanet et fait partie de l'aire d'attraction de Lavelanet. Ses habitants sont appelés les Lavelanétiens ou Lavelanétiennes.
Exposée à un climat océanique altéré, elle est drainée par le Touyre, le ruisseau de Pelail et par divers autres petits cours d'eau. La commune possède un patrimoine naturel remarquable composé d'une zone naturelle d'intérêt écologique, faunistique et floristique.
C'est la ville la plus importante du pays d’Olmes, région à l’est du département de l'Ariège, connue pour sa riche histoire industrielle principalement marquée par l'activité textile, aux XIXe et XXe siècles. Le paysage urbain de Lavelanet et de ses environs reste marqué par la présence d'anciennes usines, pour certaines réhabilitées, et de friches industrielles.

## Géographie

### Localisation
1. Carte dynamique
2. Carte Openstreetmap
3. Carte topographique
4. Carte avec les communes environnantes

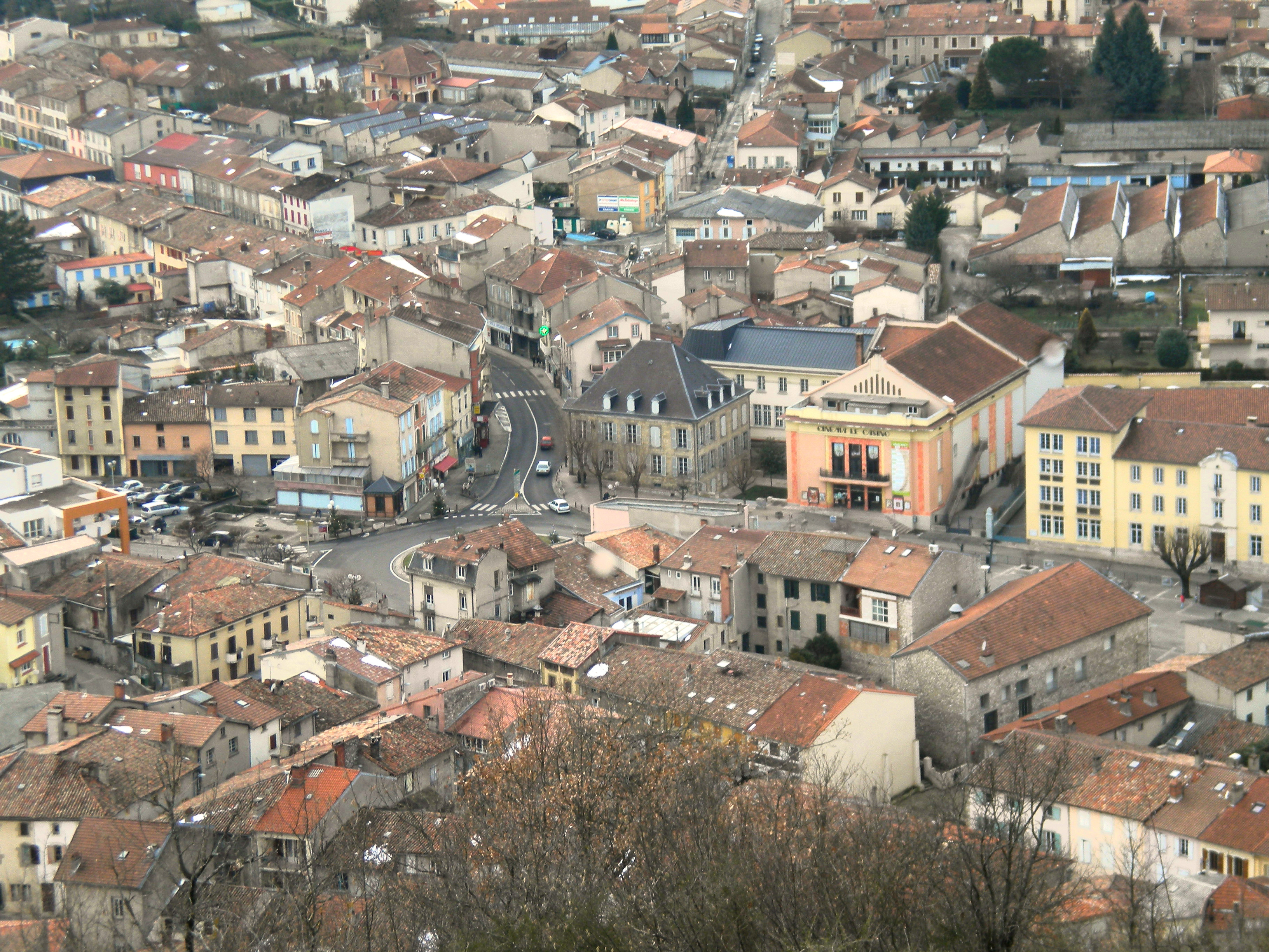
Place de l'Europe.

Lavelanet s'est implantée au centre d'une unité urbaine sur les deux rives du Touyre, torrent de montagnes, au croisement des dépressions pyrénéennes afin de commander les issues d’amont des cluses (le haut de la vallée). Elle est située près de la limite du département de l'Aude, du département de l'Ariège et du bassin supérieur de l'Hers.
Lavelanet et Laroque-d'Olmes, distantes de cinq kilomètres, sont les deux villes de la vallée du Touyre. Elle est aussi la délimitation à l'est du massif du Plantaurel.

### Communes limitrophes
Les communes limitrophes sont Bénaix, Dreuilhe, Laroque-d'Olmes, Péreille, Raissac, Saint-Jean-d'Aigues-Vives, Sautel et Villeneuve-d'Olmes.
| Sautel             | Laroque-d'Olmes | Dreuilhe                  |
| Raissac, Péreille  | Lavelanet       | Saint-Jean-d'Aigues-Vives |
| Villeneuve-d'Olmes | Bénaix          |                           |

### Géologie et relief
La commune est située dans le Bassin aquitain, le deuxième plus grand bassin sédimentaire de la France après le Bassin parisien, certaines parties étant recouvertes par des formations superficielles. Elle est marquée par le front du chevauchement frontal nord-pyrénéen qui la traverse d'est en ouest, séparant la Zone nord-pyrénéenne (ZNP) au sud de la Zone sous-pyrénéenne (ZSP) au nord, qui constitue la frange sud du Bassin aquitain. Les terrains affleurants sur le territoire communal sont constitués de roches sédimentaires datant pour certaines du Cénozoïque, l'ère géologique la plus récente sur l'échelle des temps géologiques, débutant il y a 66 millions d'années, et pour d'autres du Mésozoïque, anciennement appelé Ère secondaire, qui s'étend de −252,2 à −66,0 Ma. La structure détaillée des couches affleurantes est décrite dans la feuille « n°1076 - Lavelanet » de la carte géologique harmonisée au 1/50 000ème du département de l'Ariège, et sa notice associée.
La superficie cadastrale de la commune publiée par l’Insee, qui sert de références dans toutes les statistiques, est de 12,57 km2,. La superficie géographique, issue de la BD Topo, composante du Référentiel à grande échelle produit par l'IGN, est quant à elle de 12,76 km2. Son relief est relativement accidenté puisque la dénivelée maximale atteint 312 mètres. L'altitude du territoire varie entre 490 m et 802 m.
Le territoire de la feuille Lavelanet se situe dans le département de l'Ariège et le département de l'Aude. Il recouvre essentiellement les zones externes de la chaîne des Pyrénées. S'y distinguent assez nettement :
- au sud, l'avancée nord-orientale du pays de Sault situé entre 990  et   1 010 mètres d'altitude, et du front pyrénéen avec le massif de Tabe, massif satellite de la Haute Chaîne Pyrénéenne. Il présente de nombreux traits de relief montagnard : croupes supérieures adoucies, cirques et auges glaciaires. Ses principaux sommets sont le pic de Soularac et le pic de Saint-Barthélemy ;
- à l'est, les montagnes du massif du Plantaurel qui, d'à peine dix kilomètres de large en pays d’Olmes, présentent une géomorphologie de type jurassien : des voûtes formant des crêts (corniches rocheuses situées en bordure des combes anticlinales) se creusent en certains endroits, formant ainsi des cratères garnis d'argile. Le point culminant du massif du Plantaurel est de 1 014 mètres d'altitude. Plus à l’est, la haute vallée de l’Hers délimite le rebord fracturé du plateau de Sault qui s’étend plus largement dans le département de l'Aude ;

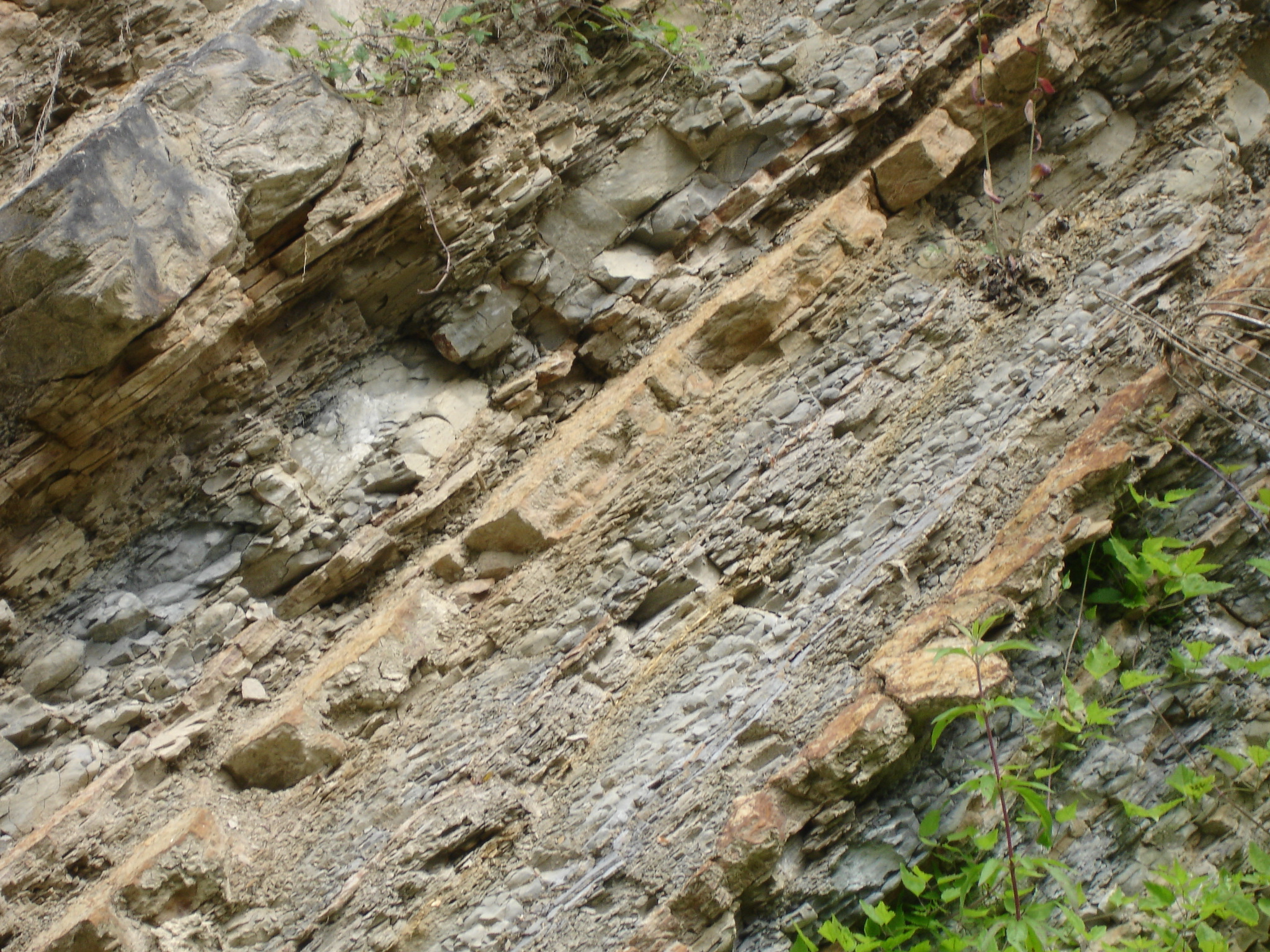
Anticlinal forme plissée.

- les chaînons audois (altitude moyenne de 600 mètres), à relief structural bien visible dans les plis de Péreille (avec pour point culminant le cap de Gambière à 849 mètres d'altitude dans son anticlinal), de Dreuilhe et de Puivert ;
- au nord, une zone de collines variant de 350  à   700 mètres d'altitude entaillées dans la puissante formation du Poudingue de Palassou (argiles, marnes, grès, conglomérats, calcaires…) et modelées par l'érosion fluviatile.

Tous ces reliefs s'abaissent progressivement vers le nord-ouest.

### Hydrographie

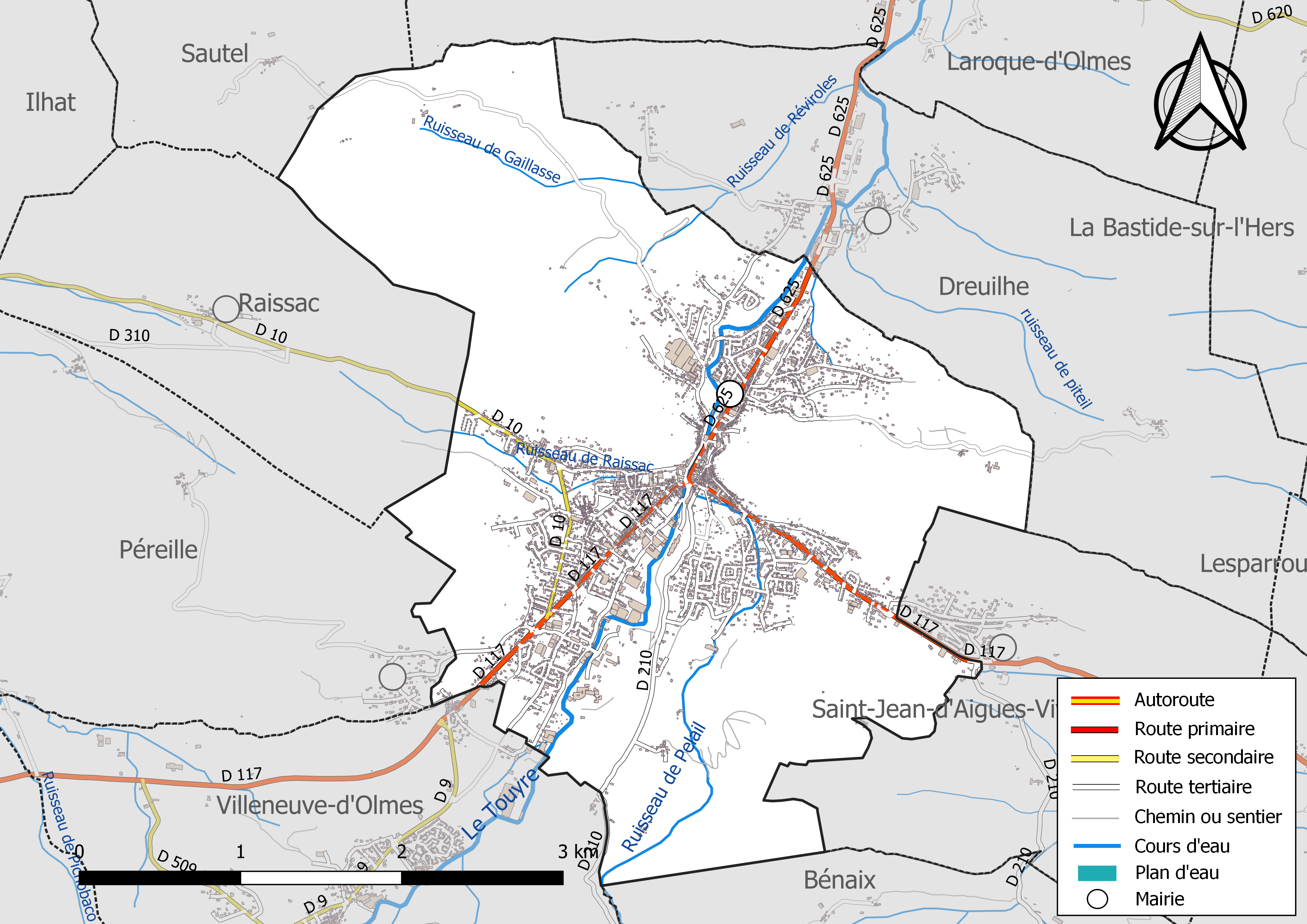
Réseaux hydrographique et routier de Lavelanet.

La commune est dans le bassin versant de la Garonne, au sein du bassin hydrographique Adour-Garonne. Elle est drainée par le Touyre, le ruisseau de Pelail, un bras du Touyre, le ruisseau de Gaillasse, le ruisseau de Raissac, le ruisseau de Réviroles et par un petit cours d'eau, constituant un réseau hydrographique de 12 km de longueur totale,.
Le Touyre, d'une longueur totale de 39,2 km, prend sa source dans la commune de Montferrier et s'écoule du sud vers le nord. Il traverse la commune et se jette dans l'Hers-Vif à Lagarde, après avoir traversé 10 communes.

### Climat
Pour des articles plus généraux, voir Climat de l'Occitanie et Climat de l'Ariège.
En 2010, le climat de la commune est de type climat océanique altéré, selon une étude s'appuyant sur une série de données couvrant la période 1971-2000. En 2020, Météo-France publie une typologie des climats de la France métropolitaine dans laquelle la commune est exposée à un climat de montagne et est dans la région climatique Pyrénées centrales, caractérisée par une pluviométrie annuelle de 1 000 à 1 200 mm.
Pour la période 1971-2000, la température annuelle moyenne est de 11,7 °C, avec une amplitude thermique annuelle de 15 °C. Le cumul annuel moyen de précipitations est de 886 mm, avec 10,2 jours de précipitations en janvier et 5,9 jours en juillet. Pour la période 1991-2020, la température moyenne annuelle observée sur la station météorologique la plus proche, située sur la commune de Montferrier à 6 km à vol d'oiseau, est de 11,2 °C et le cumul annuel moyen de précipitations est de 1 438,0 mm,. Pour l'avenir, les paramètres climatiques de la commune estimés pour 2050 selon différents scénarios d'émission de gaz à effet de serre sont consultables sur un site dédié publié par Météo-France en novembre 2022.

### Paysage naturel

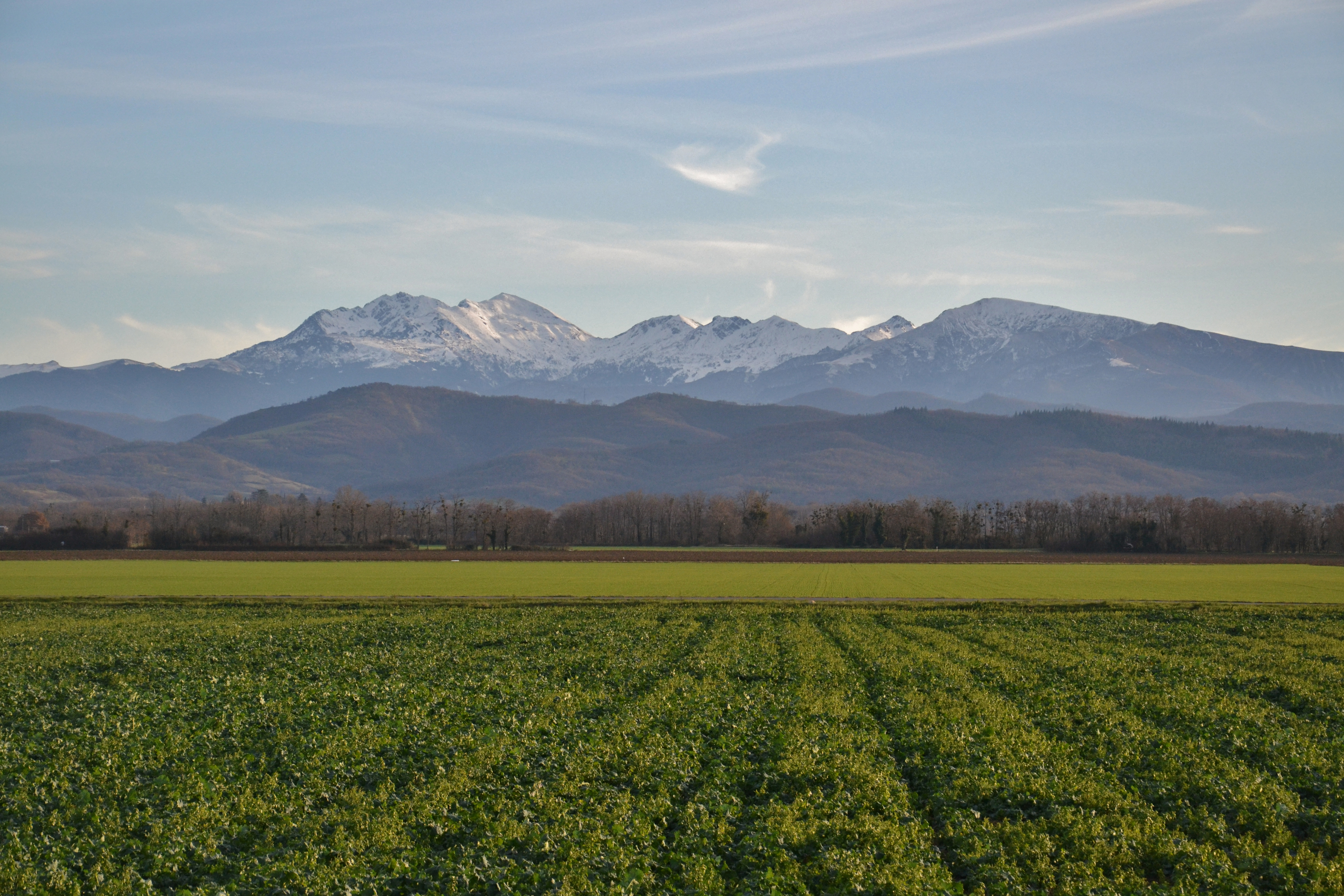
Massif Saint-Barthélémy, Ariège.

Trois étages de végétation se succèdent en pays d'Olmes :
- l'étage dit « subméditerranéen » avec des séries de chênes sur le massif du Plantaurel ;
- l'étage dit « montagnard » avec des séries de hêtres et de sapins sur les flancs du pic de Saint-Barthélemy ;
- l'étage dit « subalpin » avec des séries de pins à crochets sur le massif de Tabe.

De manière générale, le pays d'Olmes est particulièrement remarquable  par ses étendues boisées sur le flanc Nord. Des élevages ovins et bovins utilisant les estives du Tabe et du Plantaurel sont visibles sur son paysage naturel dit de « tradition artisanale ». Son altitude variée confère à Lavelanet une vue imprenable sur ses forêts, la chaîne des Pyrénées mais surtout sur le pog du château de Montségur.

## Urbanisme

### Typologie
Au 1er janvier 2024, Lavelanet est catégorisée petite ville, selon la nouvelle grille communale de densité à 7 niveaux définie par l'Insee en 2022.
Elle appartient à l'unité urbaine de Lavelanet, une agglomération intra-départementale dont elle est ville-centre,. Par ailleurs la commune fait partie de l'aire d'attraction de Lavelanet, dont elle est la commune-centre,. Cette aire, qui regroupe 28 communes, est catégorisée dans les aires de moins de 50 000 habitants,.

### Occupation des sols
L'occupation des sols de la commune, telle qu'elle ressort de la base de données européenne d’occupation biophysique des sols Corine Land Cover (CLC), est marquée par l'importance des forêts et milieux semi-naturels (44,5 % en 2018), une proportion identique à celle de 1990 (44,5 %). La répartition détaillée en 2018 est la suivante : 
forêts (41,3 %), zones urbanisées (25 %), zones agricoles hétérogènes (14 %), prairies (11,8 %), zones industrielles ou commerciales et réseaux de communication (4,7 %), milieux à végétation arbustive et/ou herbacée (3,2 %). L'évolution de l’occupation des sols de la commune et de ses infrastructures peut être observée sur les différentes représentations cartographiques du territoire : la carte de Cassini (XVIIIe siècle), la carte d'état-major (1820-1866) et les cartes ou photos aériennes de l'IGN pour la période actuelle (1950 à aujourd'hui).

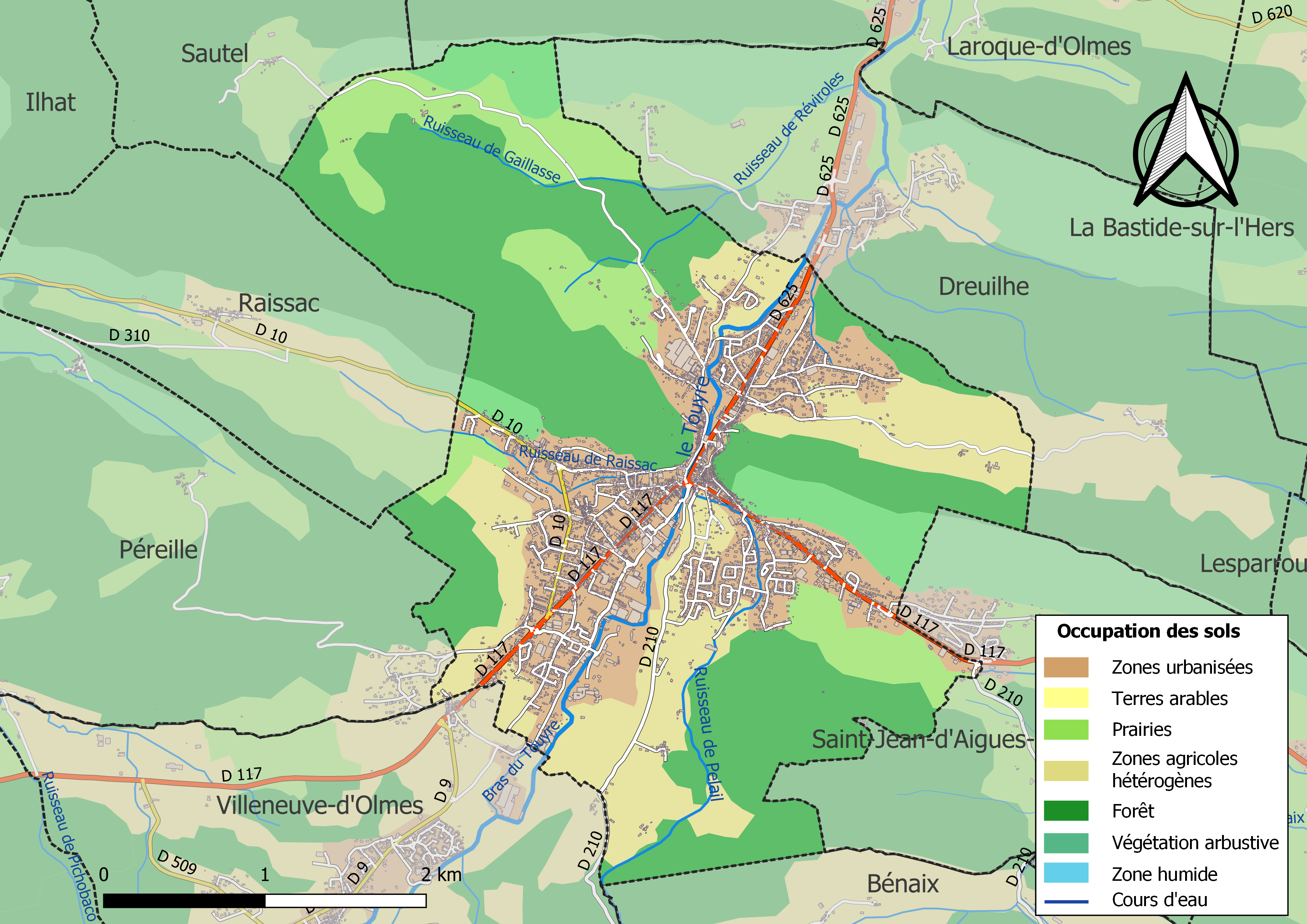
Carte des infrastructures et de l'occupation des sols de la commune en 2018 (CLC).

### Morphologie urbaine

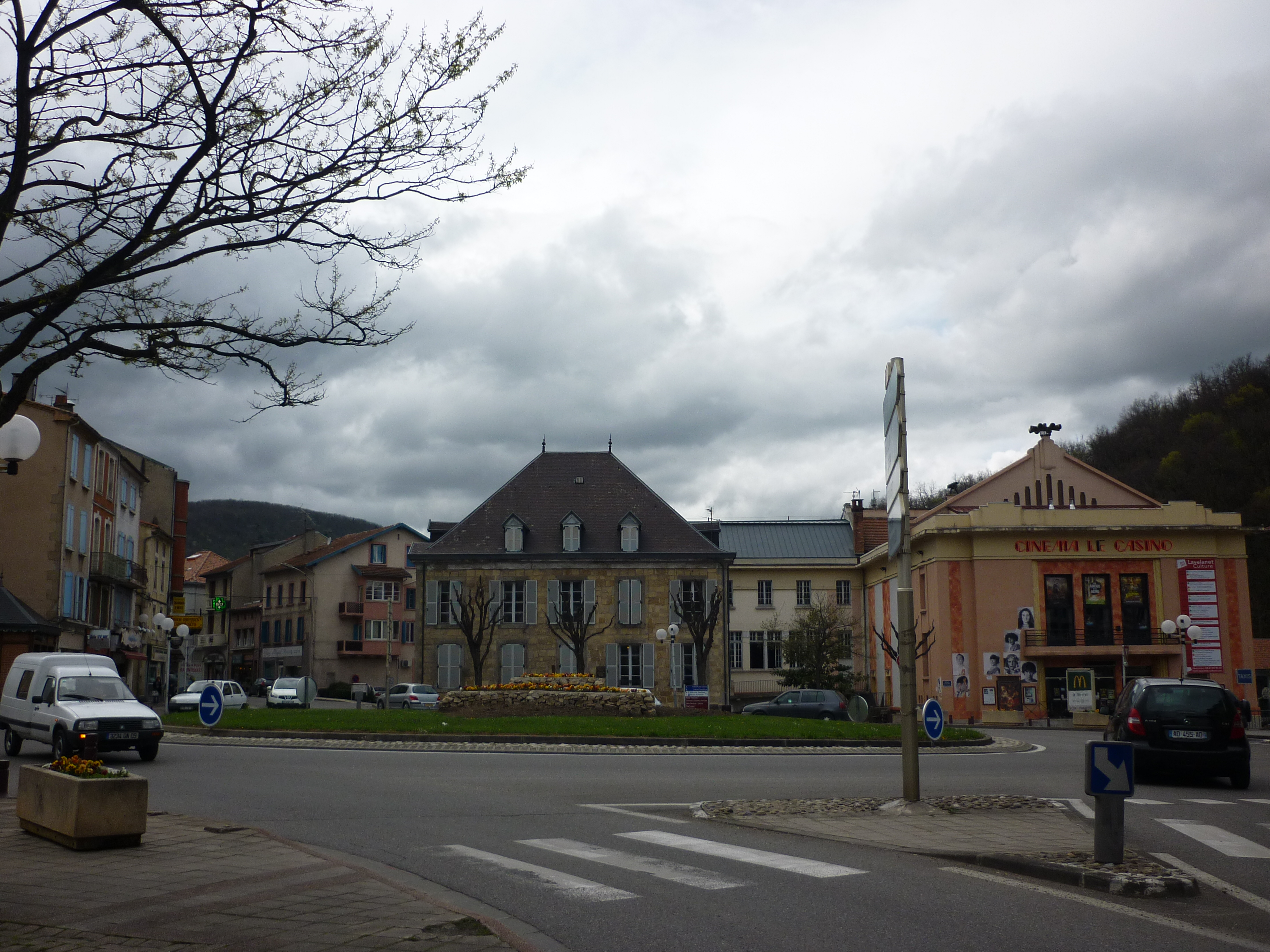
Centre-ville de Lavelanet.

De manière générale, l'habitat du pays d'Olmes forme deux chapelets d'agglomérations ; un dans la vallée du Touyre avec les communes de Montferrier, Villeneuve-d'Olmes, Lavelanet et Laroque-d'Olmes, l'autre plus petit sur la vallée de l'Hers avec les communes de Fougax-et-Barrineuf, Bélesta, L'Aiguillon, La Bastide-sur-l'Hers et Le Peyrat.
Les typologies architecturales de Lavelanet sont celles des secteurs accidentés du bassin méditerranéen : les maisons sont hautes et étroites, mitoyennes en pignon et protégées par une toiture à deux pentes couvertes en tuiles dite méridionales. Le centre-ville est constitué essentiellement de maisons de ville avec souvent une arrière-cour, construites le long des départementales 625 et 117. Elles forment de longues files aux toits apparemment continus dont les faîtages s’alignent sur les courbes de niveau. La morphologie urbaine de Lavelanet est également grandement contrainte par la géomorphologie naturelle : la ville s'inscrit en son cœur dans le goulet d'étranglement que constitue la cluse du Touyre, et s'évase de part et d'autre, au nord et surtout au sud.
L'urbanisation liée à la période d'essor industriel du milieu du XXe siècle a particulièrement modelé l'esthétique urbaine des quartiers de faubourgs, au sud-ouest, au sud-est et au nord-est du centre ancien. On y retrouve essentiellement des pavillons individuels et quelques petits ensembles collectifs (HLM de la Marne, Cité-jardin, Cité Leclerc…). La localisation des usines se fait essentiellement le long du Touyre, en aval (usines Roudière) et surtout en amont du centre-ville, le long de la rue Jacquard (usines FTL, Calvet, Dumons…), et dans une moindre mesure sur les marges de la ville, sur la route de Raissac et celle de Perpignan. La configuration urbaine de Lavelanet relève des « villes-usines non planifiées ».

### Habitat et logement
En 2018, le nombre total de logements dans la commune était de 3 782, alors qu'il était de 3 726 en 2013 et de 3 626 en 2008.
Parmi ces logements, 79,6 % étaient des résidences principales, 4,9 % des résidences secondaires et 15,5 % des logements vacants. Ces logements étaient pour 73,4 % d'entre eux des maisons individuelles et pour 26,4 % des appartements.
Le tableau ci-dessous présente la typologie des logements à Lavelanet en 2018 en comparaison avec celle de l'Ariège et de la France entière. Une caractéristique marquante du parc de logements est ainsi une proportion de résidences secondaires et logements occasionnels (4,9 %) inférieure à celle du département (24,6 %) mais supérieure à celle de la France entière (9,7 %). Concernant le statut d'occupation de ces logements, 59,4 % des habitants de la commune sont propriétaires de leur logement (60,9 % en 2013), contre 66,3 % pour l'Ariège et 57,5 % pour la France entière.
| Typologie                                               | Lavelanet | Ariège | France entière |
| ------------------------------------------------------- | --------- | ------ | -------------- |
| Résidences principales (en %)                           | 79,6      | 65,7   | 82,1           |
| Résidences secondaires et logements occasionnels (en %) | 4,9       | 24,6   | 9,7            |
| Logements vacants (en %)                                | 15,5      | 9,7    | 8,2            |

### Projets d'aménagement
La commune est lauréate en 2015 du prix d'appel à manifestation d'intérêt (AMI, dans le cadre des Investissements d'avenir), et en 2016 du prix Territoire à énergie positive pour la croissance verte. La Maison des projets inaugurée en juin 2016 lance le cadre de ce vaste chantier.
Lavelanet 2050 est une projection dans l'avenir à travers la construction d'édifices publics tels qu'un nouvel hôpital, un pôle santé, l'aménagement piétonnier du centre-ville, la démolition de vieux bâtiments, qui devrait permettre de redonner vie au centre historique de la ville. Le maire actuel Marc Sanchez dit à ce sujet « L’obtention du concours Territoire à énergie positive croissance verte (TEPCV) lancé par le Ministère de l’Écologie, et de l’appel à manifestation d’Intérêt « Centre-Bourg » sont de nature à apporter une autre vision de ce que doit être notre territoire ».
Dans ce contexte en 2016, la ville vote de profonds chantiers de restructuration. Le premier étant la démolition de l'ancienne maison de retraite, située dans le centre-ville.
En septembre 2016, la mairie de Lavelanet annonce officiellement la construction d'une nouvelle gendarmerie nationale française pour la ville
.

### Voie de communication et transport
Lavelanet se trouve à la jonction des routes :
- D 625, route départementale traversant la commune dans un axe nord-sud, et reliant Mirepoix à Lavelanet ;
- RD 117, route départementale 117 traversant la commune dans un axe ouest-est, reliant Foix, Lavelanet et Quillan par le col del Teil et le col du Portel.

### Risques majeurs
Le territoire de la commune de Lavelanet est vulnérable à différents aléas naturels : inondations, climatiques (grand froid ou canicule), feux de forêts, mouvements de terrains et séisme (sismicité modérée). Il est également exposé à un risque technologique,  le transport de matières dangereuses,.

#### Risques naturels

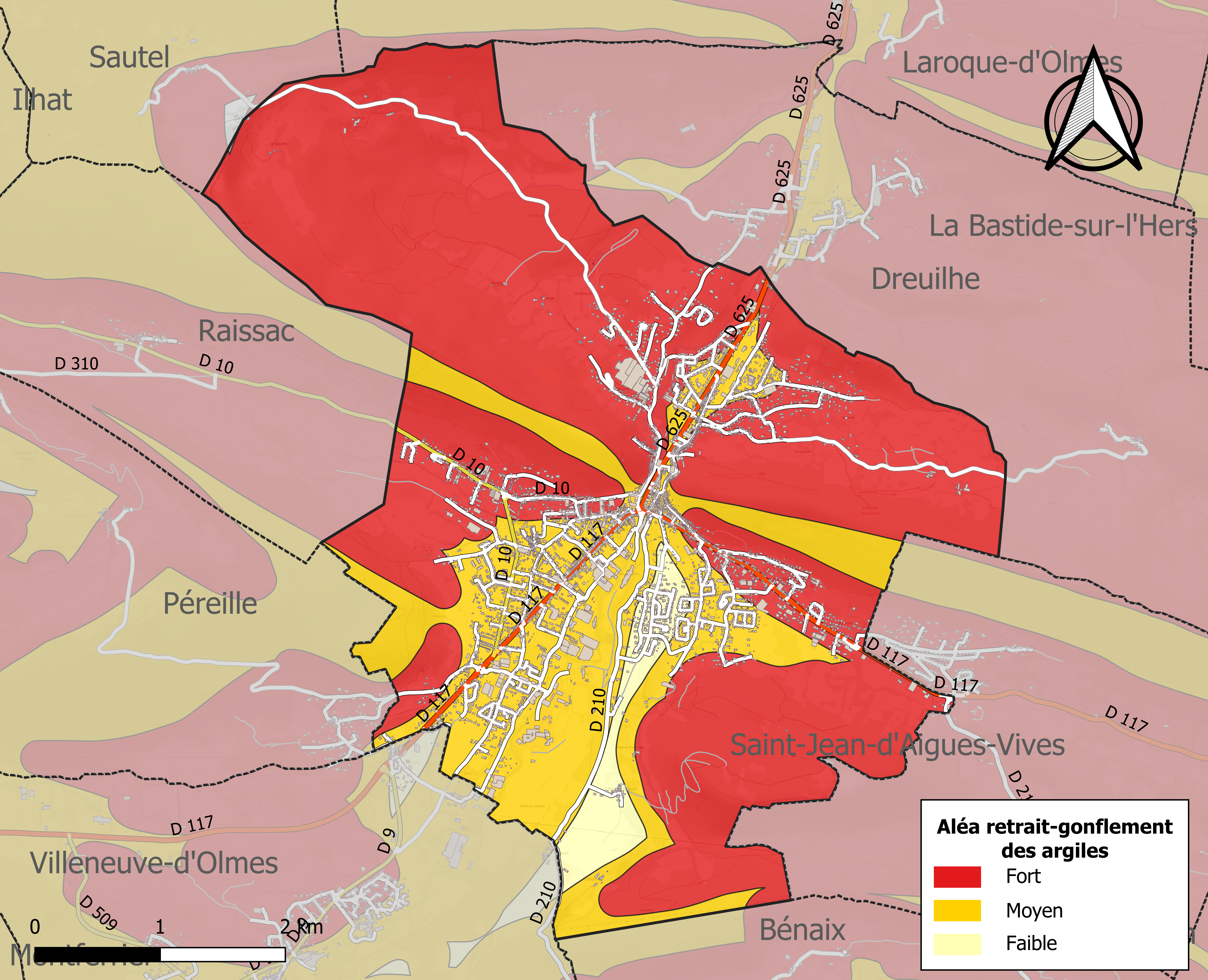
Zonage de l'aléa retrait-gonflement des argiles sur la commune de Lavelanet.

Certaines parties du territoire communal sont susceptibles d’être affectées par le risque d’inondation par débordement, crue torrentielle d'un cours d'eau, le Touyre, ou ruissellement d'un versant. L’épisode de crue le plus marquant dans le département reste sans doute celui de 1875. Parmi les inondations marquantes plus récentes concernant le Touyre figurent les crues de 1992.
Les mouvements de terrains susceptibles de se produire sur la commune sont soit des chutes de blocs, soit des glissements de terrains, soit des effondrements liés à des cavités souterraines, soit des mouvements liés au retrait-gonflement des argiles. Près de 50 % de la superficie du département est concernée par l'aléa retrait-gonflement des argiles, dont la commune de Lavelanet. L'inventaire national des cavités souterraines permet par ailleurs de localiser celles situées sur la commune.
Ces risques naturels sont pris en compte dans l'aménagement du territoire de la commune par le biais d'un plan de prévention des risques (PPR) inondation et mouvement de terrain approuvé le 28 mai 2004.

#### Risques technologiques
Le risque de transport de matières dangereuses par une infrastructure routière ou ferroviaire ou par une canalisation de transport de gaz concerne la commune. Un accident se produisant sur une telle infrastructure est en effet susceptible d’avoir des effets graves au bâti ou aux personnes jusqu’à 350 m, selon la nature du matériau transporté. Des dispositions d’urbanisme peuvent être préconisées en conséquence.
Les derniers incidents classés en risques technologiques ou naturels à Lavelanet sont des inondations, des tempêtes, des mouvements de terrains, des coulées de boue ou encore des mouvements sismiques qui sont tout de même plus rares. La dernière coulée de boue ainsi qu'inondation remonte au 10 juin 2007. Le dernier mouvement de terrain remonte à avril 2001.

## Toponymie
Son nom Avanaleto en 1245 tire son origine de l'occitan avelana[réf. nécessaire] et donc du latin avellana (1245) : « noisette », le lieu étant à l'époque boisé de noisetiers.
Du VIIIe siècle au XIe siècle, on écrira successivement Avellanum ou Avellanetum qui devient Avellana ou Abélana en occitan. Au fil du temps, il deviendra Avelana, L’Avellanet en 1148, et Lavelanet à partir de 1787.
En occitan, le nom de la commune est L'Avelhanet.

## Histoire

### Préhistoire et Antiquité
Le caractère romain des substructions des deux tours de l’antique château féodal de Lavelanet semble donner à Lavelanet une origine très ancienne. Un bourg devait exister avant la conquête romaine puisque les Romains jugèrent opportun de construire des fortifications dans le défilé du Touyre. Le nom du château fort « Castelsarrasin » rappelle d'ailleurs le séjour des Maures dans ce lieu (cette information étant fondée sur des hypothèses).
L'apparition des premiers « foulons drapiers » est consécutive à l'arrivée des Phéniciens dans la région ; en effet, en fins commerciaux, ils enseignent aux « indigènes » l'art du textile et l'emploi de la terre à foulon qui abonde près de Lavelanet, en échange de l'or, de l'argent, de la résine et des pelleteries du pays.
En 213, l'empereur Caracalla fait transporter à Rome des cargaisons de draps en provenance de Lavelanet.

### Moyen Âge
La ville primitive de Lavelanet se trouvait au bourg de Bensa, prieuré fondé par les moines de Saint-Sernin de Toulouse au IXe siècle. L'église de Bensa serait formée de deux églises, une carolingienne du IXe siècle, l'autre romane du XIe siècle. Faute d'écrits, elle est donc un repère dans le temps pour la ville primitive de Lavelanet. En effet la première église n'étant pas suffisamment grande pour la population, celle-ci fut agrandie, ne formant aujourd'hui qu'une seule église nommée Saint-Sernin de Bensa à Lavelanet. La ville de Lavelanet apparaîtra au pied du château fort ou "Castrum" nommé « Castelsarrasin », château ayant appartenu au comte de Foix. Ce château a été démoli en 1964.
Pendant toute la période du Moyen Âge et l'époque moderne, le pays d'Olmes possède une puissante corporation de pareurs drapiers. La laine est travaillée dans de petites filatures actionnées par le Touyre ; le tissage se fait à domicile dans les bourgs et campagnes des environs. Des charrettes transportent les draps aux foires de Carcassonne, de Toulouse, de Bordeaux et de Beaucaire, mais la lenteur des communications de l'époque et l'éloignement des points de consommation empêchent cette industrie de prendre son envol.
En 1204, la mère de Raimond de Péreille, défenseur de Montségur et co-seigneur de Lavelanet, y installe une communauté de femmes cathares. La ville de Lavelanet naîtra au pied du Castrum "Castelsarrasin"". Les vestiges actuels ne permettent de déduire ni sa taille, ni son importance. Même si certains ont voulu y voir une véritable forteresse, Lavelanet était vraisemblablement un Castrum, c'est-à-dire un village fortifié autour d’une maison forte.
Ce château ou Castrum a été la propriété du comté de Foix. Le comté de Foix correspondait approximativement au bassin de l'Ariège et comprenait deux régions séparées par la barrière calcaire du massif du Plantaurel. Il s'est distingué par le particularisme de sa population très attachée à ses comtes, à ses libertés et au Catharisme très implanté en Pays d'Olmes.

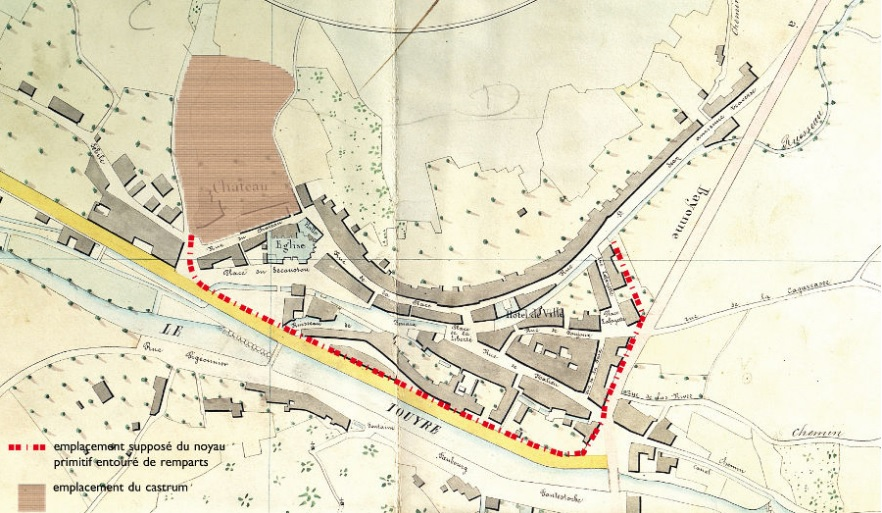
Emplacement du Castrum et des fortifications à partir du plan des Ponts et Chaussées en 1847. Archives départementales de l'Ariège.

La Croisade des Albigeois de Simon IV de Montfort, période qui consiste en Occitanie à prêcher contre l'hérésie cathare, est terrible pour la région. Elle s'empare notamment de Béziers et massacre toute la population. Carcassonne subit à son tour un siège avant d'être prise. Durant les années 1210 et 1211, les villes de Minerve, Termes et Puivert sont prises par les croisés. Le château, Castrum "Castelsarrasin" ne résiste pas et est détruit en 1212.
Le moine cistercien Pierre des Vaux de Cernay rapporte dans son œuvre Histoire de l'hérésie des Albigeois et de la sainte guerre contre eux (de l'an 1203 à l'an 1218) : « .. Guy de Montfort-Castres, frère de Simon, l’archevêque de Rhems, Robert élu évêque de Laon, Guillaume, archidiacre de Paris, et Enguerrand de Boua, à qui le chef des croisés avait donné une partie du comté de Foix. Ils s’arrêtèrent sous les murs d’un château nommé Avelanet. Ils le prirent bientôt d’assaut et en passèrent les habitants au fil de l’épée. À la nouvelle de ce sac, les habitants des châteaux voisins brûlèrent leurs propres habitations et cherchèrent un abri dans la fuite..[style à revoir] »

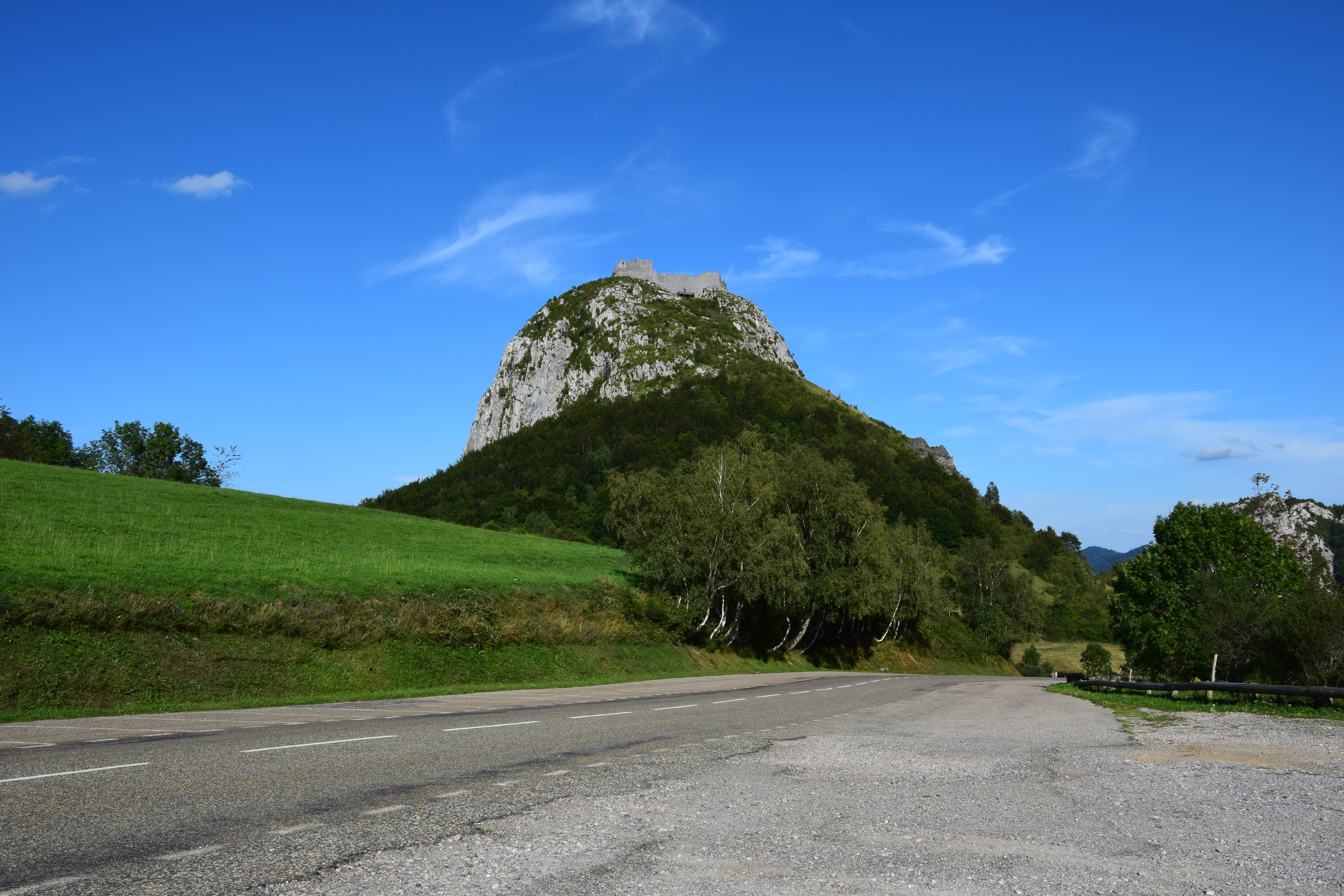
Château de Montségur.

À côté de Lavelanet, le château de Montségur subit deux tentatives de siège pendant cette période : Guy de Montfort-Castres fait une première tentative infructueuse en 1212, son frère, Simon IV de Montfort, dirigera la deuxième en 1213 toujours sans succès.
Le Traité de Paris (1229) met fin à la Croisade des Albigeois et la communauté fera partie de la seigneurie de Mirepoix en 1229. Les terres de la zone de Lavelanet sont confisquées par Simon IV de Montfort et Guy de Montfort-Castres et données au lieutenant Guy Ier de Lévis. Ce dernier s’emparera de toutes les terres de seigneurs cathares de Mirepoix à Lavelanet. S'appuyant sur le Traité de Paris (1229), la Maison de Lévis s'établira dans la région durant sept siècles.
Dans sa déposition devant l'Inquisition en 1244, Raymond de Péreille, seigneur de Montségur, explique qu'il a « vu les parfaits tenir publiquement leurs maisons à Lavelanet, avec son consentement et sa volonté ».

### Temps modernes
Dans le Cartulaire de Mirepoix dressée par Félix Pasquier, des renseignements sur Lavelanet sont lisibles : Anne de Lévis, fille de Jean IV de Lévis, épouse le 10 décembre 1487, au château de Lagarde, Galaubie de Panassac d'Espagne. Elle reçoit 4 000 livres en dot, après renonciation à tous ses droits sur les biens paternels et maternels. À l’instigation de son mari, elle réclame un supplément "de légitime" à ses frères : Jean V de Lévis, seigneur de Mirepoix, sénéchal de Carcassonne, et Philippe, évêque de Mirepoix. Ses deux frères refusent, l’affaire est portée devant le Parlement de Toulouse, et Anne de Levis, dame de Panassac, présente à ce Parlement un mémoire donnant le relevé de tout ce que le frère aîné possédait en fiefs, immeubles, châteaux et rentes diverses.
Dans ce mémoire, présenté en 1510, le château de Lavelanet est mentionné comme « défensable » et d’une valeur d’au moins vingt mille livres tournois.
« Défensable » s’employait autrefois pour un château qui était en état de se défendre lui-même, donc encore debout, en bon état. Cette mention dans le Cartulaire de Mirepoix nous informe donc que le château de Lavelanet est de bonne consistance en 1510, et que sa valeur n'est pas négligeable.

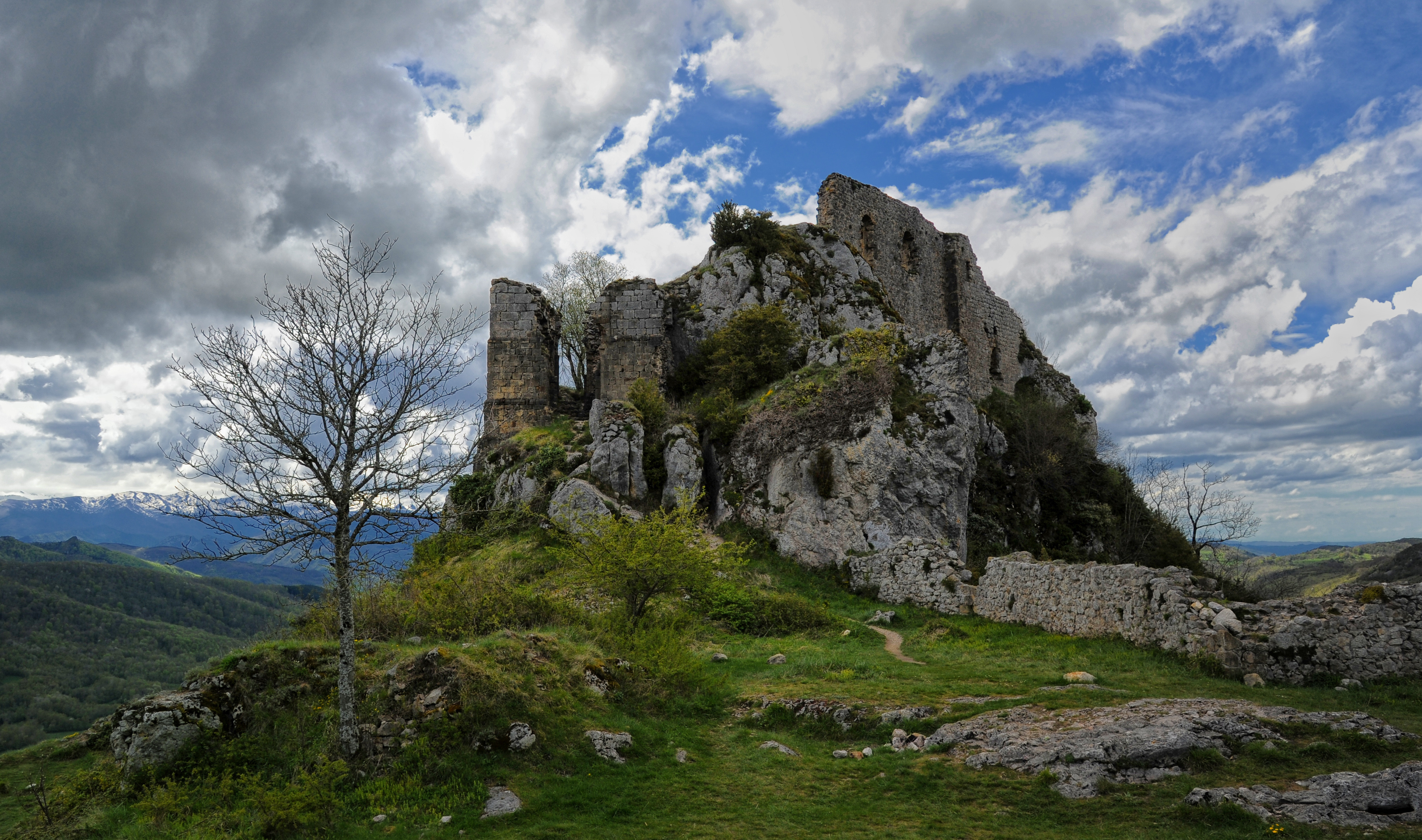
Château de Roquefixade

En effet, par sa position idéale dans cette vallée, à la frontière des comtés de Foix et de Razès, cette forteresse (Castrum, ou château) surveillait admirablement l’ancien pays d’Olmes dont elle occupait à peu près le centre. Par l’intermédiaire de la tour d’observation bâtie sur la colline, elle guettait l’ennemi dans la vallée du Touyre, en amont et en aval, dans la vallée de l’Hers à l’est, par la trouée de Saint-Jean-d'Aigues-Vives, et dans la vallée du Douctouyre à l’ouest. Elle se mettait en liaison avec les châteaux de Villeneuve-d'Olmes, de Montferrier, lesquels retransmettaient les signaux à des forteresses plus éloignées : Puyvert au levant, Roquefixade au couchant.
Pour l'année 1612, l'information suivante est mentionnée dans les registres paroissiaux : « l’an mil six cent douze, il y eut une grande sécheresse sur la terre et demeura sans pluie l’espace de quatre ou cinq mois que peu ne fut, tellement que pour apaiser l’ire de Dieu, l’on fit de grandes processions ».
Le 29 août 1622, Lavelanet subit encore les horreurs des guerres de religion lorsque la ville est brûlée et la population massacrée par l'armée du comte de Carmaing. Ainsi l'on peut lire dans les archives de Le Peyrat : « .. Sera mémoire comme le vingt-neufviesme jour d’août 1622, Le Peyrat, La Bastide et Lavelanet furent bruslés par l’armée conduite par Mgr le comte de Carmaing, qui tuèrent tout autant d’habitants ! Qu’ils en purent attraper. Et furent pendus ou passés par les armes, dix catholiques ou huguenots à cause de leur rébellion... Signé Brustier » (Archives du Peyrat).
Le 28 juin 1653, le fief de Lavelanet qui était propriété de la Maison de Lévis passe à la famille de Fumel par le mariage de Marguerite de Lévis, fille du baron de Mirepoix et de Catherine de Caulet, avec Louis, comte de Fumel, au pays de Quercy (le seigneur Jean de Lévis, baron de Mirepoix et seigneur de Lavelanet, n'ayant pas d'héritier mâle, à sa mort en mai 1656).
Lavelanet sera membre de la Maison de Lévis jusqu’en 1627, date à laquelle cette entité sera démembrée : Lavelanet formera à partir de cette année-là une seigneurie propre.
Le 24 mars 1628 est posée la première pierre de l'église de Lavelanet en reconstruction.

### Révolution française
Une partie des substructions (fondations) du château servit de base à un manoir de la Renaissance qui fut au XVIIe siècle, la demeure d’une branche cadette de la famille de Lévis, la branche de Lomagne. Au moment de la Révolution de 1789, ce manoir appartenait aux frères Jean Baptiste Honoré et Paul Marie Raimond.
En 1796, le Chalabrais Pascal Dumons installe les premières machines à carder.

### Époque contemporaine
- 1812 : Introduction de la première machine à filer.

À la mort de Jean de Lévis, son épouse Catherine de Caulet poursuit fermement la gestion. Leur fille Marguerite fait entrer ces terres dans la famille de Fumel à son mariage. Le banquier Arthur Caussou (1848-1944), homme politique, écrivain, et grand propriétaire terrien, acquiert le manoir de Lavelanet. Il rédige des ouvrages sur son pays et est le premier, en 1890, à demander une autorisation de fouille pour le château de Montségur. Il rédige le premier ouvrage en occitan sur château qui lui valut la médaille Vermeil au concours de littérature romane.
Il fonde en 1896 "l’Escolo de Mount-Segur" qui a joué un rôle important dans la restauration de la graphie classique.
Dans un élan de construction, le manoir est malheureusement rasé en 1964.
- 1867 : Création de l'Hôpital-hospice Goffres de Lavelanet.
- 1899 : l'électricité apporte de nouvelles machines à tisser.
- 1909 : Terminus de la voie ferrée Bram et Pamiers à Lavelanet par Mirepoix. La voie ferrée Bram-Lavelanet desservait pour la partie ariégeoise les gares de: Moulin-Neuf, Lagarde, Camon, Le Peyrat, La Bastide sur l’Hers, Laroque d’Olmes et Lavelanet (le bâtiment voyageurs de la gare de Lavelanet existe toujours ; il accueille aujourd'hui l'école de musique).
- Le 17 août 1944, la commune est le premier village libéré de l'Ariège[52].
- 1954 1er août : Inauguration de la statue de Jean Jaurès.
- 1956 : Construction de la première gendarmerie de Lavelanet. Inauguration le 1er mai du marché couvert.
- 1968 : L’hôtel de ville s’installe dans la chartreuse qui appartenait à la famille Bastide (famille de banquiers)[53].

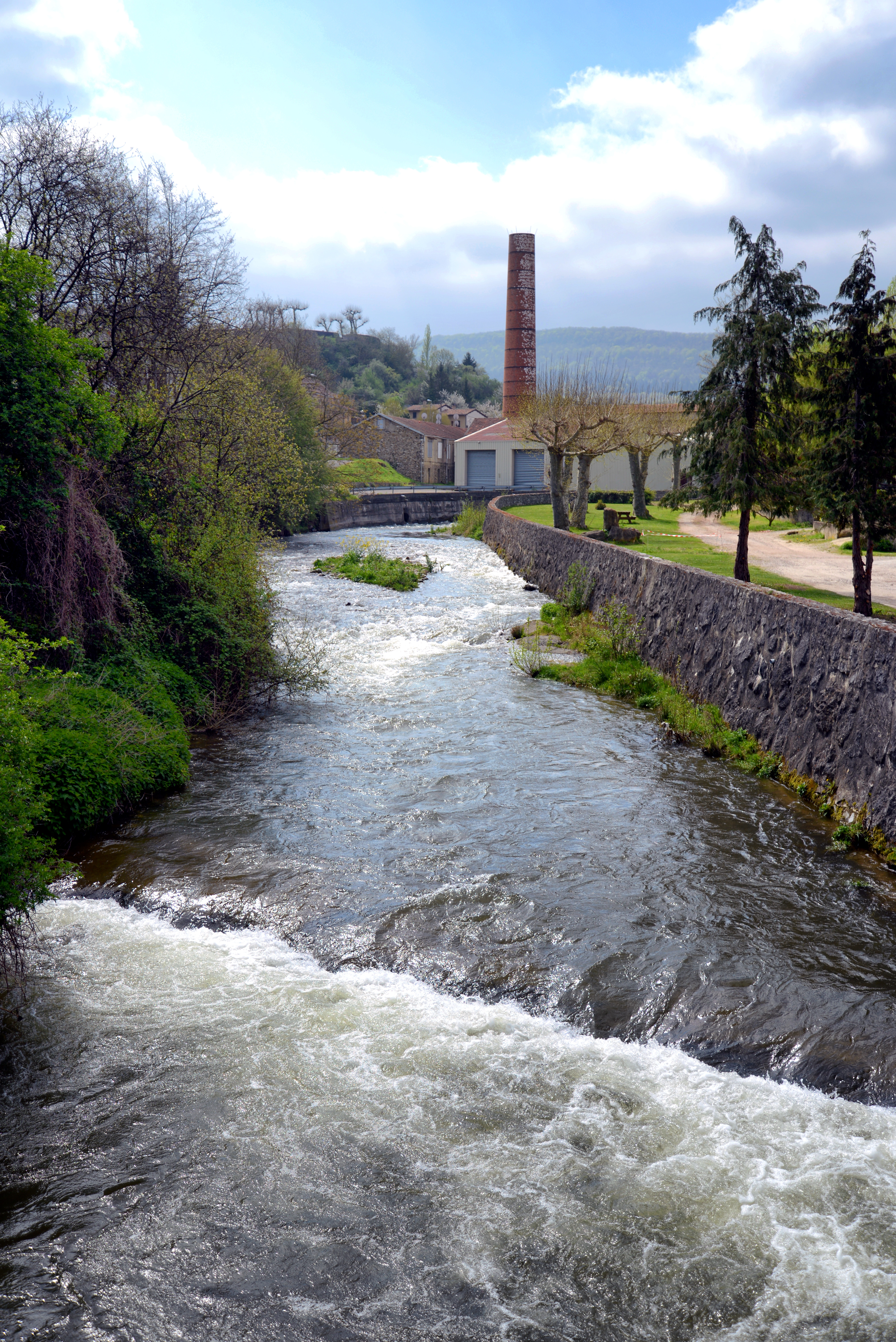
Le Touyre, ici à Laroque-d'Olmes.

Il est difficile de préciser la date à laquelle l'industrie textile s'est établie en Pays d'Olmes. Mais comme dit précédemment, les Phéniciens ont certainement amené en premier la technique dans la région. Les eaux graniteuses des vallées de l'Hers et du Touyre étaient d'une grande qualité pour le lavage de la laine et le foulonnage des étoffes.
L'industrie textile reste rudimentaire. Les diverses opérations se pratiquaient à la main et à domicile. Les ouvriers étaient pauvres. C'est bien souvent dans une pièce que les tisserands, leurs femmes et leurs enfants mangent, couchent et tissent. Très vite, l'industrie familiale est devenue une ressource supplémentaire : tout paysan se doublera alors d'un artisan.
Au fil des siècles, le savoir-faire lié aux progrès de la technique et de la spécialisation du métier apporte, en particulier à Lavelanet, son titre de capitale ariégeoise du textile et, en général au Pays d'Olmes, un rayonnement national d'une main d'œuvre qualifiée. L'installation de nombreuses entreprises dans cette région favorise son développement économique malgré quelques crises et, bien sûr, son développement urbain.
Malheureusement, dès 1980, de nombreuses entreprises textiles ferment à cause de la concurrence étrangère, notamment asiatique. Les restructurations et les diminutions des effectifs ne suffisent pas à endiguer le phénomène. Aujourd'hui, seules quelques-unes d'entre elles poursuivent leur activité.

## Politique et administration

### Découpage territorial
La commune de Lavelanet est membre de la communauté de communes du Pays d'Olmes, un établissement public de coopération intercommunale (EPCI) à fiscalité propre créé le 26 décembre 1995 dont le siège est à Lavelanet. Ce dernier est par ailleurs membre d'autres groupements intercommunaux.
Sur le plan administratif, elle est rattachée à l'arrondissement de Pamiers, au département de l'Ariège, en tant que circonscription administrative de l'État, et à la région Occitanie.
Sur le plan électoral, elle dépend du canton du Pays d'Olmes pour l'élection des conseillers départementaux, depuis le redécoupage cantonal de 2014 entré en vigueur en 2015, et de la première circonscription de l'Ariège  pour les élections législatives, depuis le redécoupage électoral de 1986.

### Administration municipale
Le nombre d'habitants au recensement de 2011 étant compris entre 5 000 habitants et 9 999 habitants au dernier recensement, le nombre de membres du conseil municipal est de vingt neuf,.

### Liste des maires

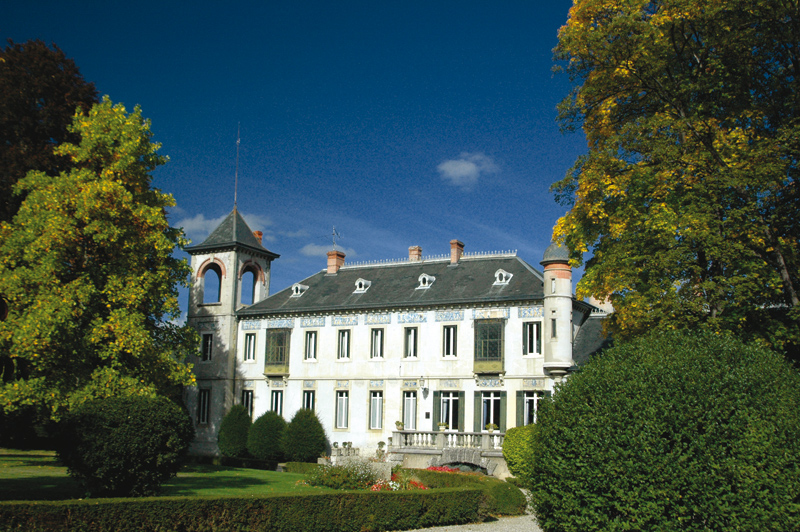
La mairie.

### Tendances politiques et résultats

#### Élections présidentielles
| Élection | Candidat          | Parti     | Parti     | %         | Candidat          | Parti   | Parti  | %      | Participation |
| Élection | Vainqueur         | Vainqueur | Vainqueur | Vainqueur | Vaincu            | Vaincu  | Vaincu | Vaincu | Participation |
| -------- | ----------------- | --------- | --------- | --------- | ----------------- | ------- | ------ | ------ | ------------- |
| 2022     | Marine Le Pen     |           | RN        | 56.32     | Emmanuel Macron   |         | LREM   | 43.68  | 66.20%        |
| 2017     | Emmanuel Macron   |           | LREM      | 54.86     | Marine Le Pen     |         | RN     | 45.14  | 69.20 %       |
| 2012     | François Hollande |           | PS        | 63.03     | Nicolas Sarkozy   |         | LR     | 36.97  | 78.18 %       |
| 2007     | Ségolène Royal    | 56.07     | PS        | 43.93     | Nicolas Sarkozy   | 85.13 % | LR     |        |               |
| 2002     | Jacques Chirac    |           | LR        | 78.02     | Jean-Marie Le Pen |         | RN     | 21.98  | 81.71 %       |

| Élection | Candidat          | Parti | Parti | %                 | Candidat           | Parti | Parti | %       | Participation |
| Élection | 1er               | 1er   | 1er   | 1er               | 2d                 | 2d    | 2d    | 2d      | Participation |
| -------- | ----------------- | ----- | ----- | ----------------- | ------------------ | ----- | ----- | ------- | ------------- |
| 2022     | Marine Le Pen     |       | RN    | 31.98             | Jean-Luc Mélenchon |       | LFI   | 21.79   | 67.63%        |
| 2017     | Marine Le Pen     |       | RN    | 28.52             | Jean-Luc Mélenchon |       | LFI   | 23.50   | 72.33 %       |
| 2012     | François Hollande |       | PS    | 33.76             | Marine Le Pen      |       | RN    | 21.28   | 77.88 %       |
| 2007     | Ségolène Royal    | 31.84 | PS    | Nicolas Sarkozy   |                    | LR    | 23.83 | 85.36 % |               |
| 2002     | Lionel Jospin     | 24.53 | PS    | Jean-Marie Le Pen |                    | RN    | 20.54 | 73.90 % |               |

#### Élections législatives
| Élection | Candidat           | Parti     | Parti     | %                | Candidat            | Parti   | Parti  | %      | Participation |
| Élection | Vainqueur          | Vainqueur | Vainqueur | Vainqueur        | Vaincu              | Vaincu  | Vaincu | Vaincu | Participation |
| -------- | ------------------ | --------- | --------- | ---------------- | ------------------- | ------- | ------ | ------ | ------------- |
| 2024     | Jean-Marc Garnier  |           | RN        | 52,52            | Martine Froger      |         | PS     | 39,33  | 57,80%        |
| 2022     | Bénédicte Taurine  |           | LFI       | 54,98            | Anne-Sophie Tribout |         | LREM   | 45,02  | 39,35 %       |
| 2017     | Bénédicte Taurine  |           | LFI       | 50.44            | Jérôme Azéma        |         | LREM   | 49.56  | 37.41 %       |
| 2012     | Frédérique Massat  |           | PS        | 49.42            | Nicole Gerona       |         | LR     | 17.52  | 53.07 %       |
| 2007     | Frédérique Massat  | 59.56     | PS        | Jacqueline Rouge | 42.21               | 59.56 % | LR     |        |               |
| 2002     | Augustin Bonrepaux | 63.56     | PS        | Yves Maris       | 36.44               | 56.86 % | LR     |        |               |

#### Élections européennes
| Élection | Candidat        | Parti | Parti | %                    | Candidat           | Parti | Parti | %       | Participation |
| Élection | 1er             | 1er   | 1er   | 1er                  | 2d                 | 2d    | 2d    | 2d      | Participation |
| -------- | --------------- | ----- | ----- | -------------------- | ------------------ | ----- | ----- | ------- | ------------- |
| 2024     | Jordan Bardella |       | RN    | 44,54                | Raphael Glucksmann |       | PS    | 12,48   | 45,34%        |
| 2019     | Jordan Bardella |       | RN    | 34.67                | Nathalie Loiseau   |       | LREM  | 14.76   | 46.44 %       |
| 2014     | Louis Aliot     | 33.40 | RN    | Virginie Rozière     |                    | PRG   | 19.44 | 42.15 % |               |
| 2009     | Kader Arif      |       | PS    | 28.52                | Dominique Baudis   |       | LR    | 21.25   | 41.84 %       |
| 2004     | Kader Arif      | 39.06 | PS    | Jean-Claude Martinez |                    | RN    | 13.86 | 40.14 % |               |

#### Élections régionales
| Élection | Candidat     | Parti     | Parti     | %           | Candidat          | Parti  | Parti  | %       | Participation |
| Élection | Vainqueur    | Vainqueur | Vainqueur | Vainqueur   | Vaincu            | Vaincu | Vaincu | Vaincu  | Participation |
| -------- | ------------ | --------- | --------- | ----------- | ----------------- | ------ | ------ | ------- | ------------- |
| 2021     | Carole Delga |           | PS        | 63,45       | Jean-Paul Garraud |        | RN     | 27,70   | 34,33%        |
| 2015     | Louis Aliot  |           | RN        | 42.62       | Carole Delga      |        | PS     | 41.73   | 54.62 %       |
| 2010     | Martin Malvy |           | PS        | 72.62       | Brigitte Barèges  |        | LR     | 27.38   | 46.99 %       |
| 2004     | Martin Malvy | 62.47     | PS        | Louis Aliot |                   | RN     | 19.54  | 64.64 % |               |

#### Élections départementales
| Élection | Candidat       | Parti     | Parti     | %         | Candidat          | Parti  | Parti  | %      | Participation |
| Élection | Vainqueur      | Vainqueur | Vainqueur | Vainqueur | Vaincu            | Vaincu | Vaincu | Vaincu | Participation |
| -------- | -------------- | --------- | --------- | --------- | ----------------- | ------ | ------ | ------ | ------------- |
| 2021     | Jessica Miquel |           | LFI       | 73,49     | Jean-Marc Garnier |        | RN     | 26,51  | 34,46%        |
| 2015     |                |           |           |           |                   |        |        |        |               |

#### Élections municipales
| Élection | Candidat        | Parti     | Parti     | %               | Candidat              | Parti   | Parti  | %      | Participation |
| Élection | Vainqueur       | Vainqueur | Vainqueur | Vainqueur       | Vaincu                | Vaincu  | Vaincu | Vaincu | Participation |
| -------- | --------------- | --------- | --------- | --------------- | --------------------- | ------- | ------ | ------ | ------------- |
| 2020     | Marc Sanchez    |           | PS        | 67.61           | Xavier Pinho-Teixeira |         | DVD    | 32.39  | 49.27 %       |
| 2014     | Marc Sanchez    | 62.88     | PS        | 37.11           | Xavier Pinho-Teixeira | 63.24 % | DVD    |        |               |
| 2008     | Marc Sanchez    | 76.32     | PS        | Francis Ramirez | 23.68                 | 70.00 % | DVD    |        |               |
| 2001     | Jean-Pierre Bel | 55.39     | PS        | Bernard Marty   | 44.61                 | 72.40 % | DVD    |        |               |

### Jumelages
- Trégueux (France)
- Melgaço (Portugal)

## Population et société

### Démographie
L'évolution du nombre d'habitants est connue à travers les recensements de la population effectués dans la commune depuis 1793. Pour les communes de moins de 10 000 habitants, une enquête de recensement portant sur toute la population est réalisée tous les cinq ans, les populations de référence des années intermédiaires étant quant à elles estimées par interpolation ou extrapolation. Pour la commune, le premier recensement exhaustif entrant dans le cadre du nouveau dispositif a été réalisé en 2006.

En 2022, la commune comptait 6 018 habitants, en évolution de −2,38 % par rapport à 2016 (Ariège : +1,48 %, France hors Mayotte : +2,11 %).
| 1793  | 1800  | 1806  | 1821  | 1831  | 1836  | 1841  | 1846  | 1851  |
| ----- | ----- | ----- | ----- | ----- | ----- | ----- | ----- | ----- |
| 1 191 | 1 222 | 1 508 | 1 717 | 1 852 | 2 527 | 2 898 | 3 004 | 3 062 |

| 1856  | 1861  | 1866  | 1872  | 1876  | 1881  | 1886  | 1891  | 1896  |
| ----- | ----- | ----- | ----- | ----- | ----- | ----- | ----- | ----- |
| 2 944 | 3 006 | 3 033 | 3 292 | 3 095 | 3 205 | 3 246 | 2 981 | 3 179 |

| 1901  | 1906  | 1911  | 1921  | 1926  | 1931  | 1936  | 1946  | 1954  |
| ----- | ----- | ----- | ----- | ----- | ----- | ----- | ----- | ----- |
| 2 196 | 3 270 | 3 532 | 3 608 | 4 827 | 4 849 | 4 933 | 5 541 | 6 820 |

| 1962  | 1968  | 1975  | 1982  | 1990  | 1999  | 2006  | 2011  | 2016  |
| ----- | ----- | ----- | ----- | ----- | ----- | ----- | ----- | ----- |
| 7 648 | 8 630 | 9 346 | 8 368 | 7 740 | 6 872 | 6 769 | 6 404 | 6 165 |

| 2021  | 2022  | - | - | - | - | - | - | - |
| ----- | ----- | - | - | - | - | - | - | - |
| 6 035 | 6 018 | - | - | - | - | - | - | - |

| selon la population municipale des années : | 1968 | 1975 | 1982 | 1990 | 1999 | 2006 | 2009 | 2013 |
| Rang de la commune dans le département      | 3    | 3    | 3    | 3    | 3    | 3    | 3    | 3    |
| Nombre de communes du département           | 340  | 328  | 330  | 332  | 332  | 332  | 332  | 332  |

Après avoir connu un maximum démographique dans les années 1970, la commune de Lavelanet voit sa population décroître de façon continue, suivant une dynamique assez commune aux cités touchées par la crise industrielle.

### Enseignement
Lavelanet est équipé de cinq écoles, de deux collèges et d'un lycée professionnel :
- Lycée professionnel Joseph-Marie-Jacquard

- Collège Louis-Pasteur
- Collège Victor-Hugo
- École primaire Lamartine

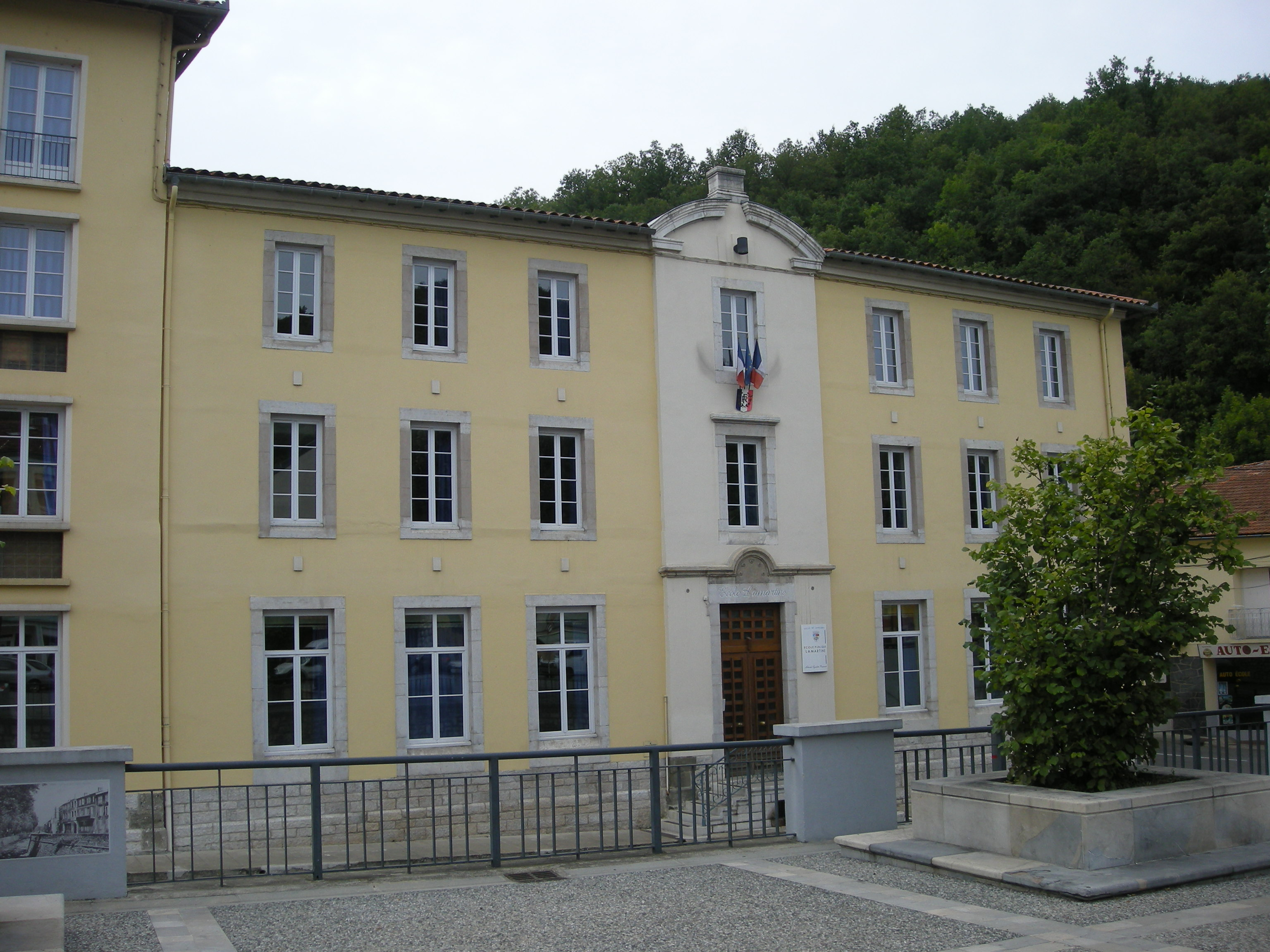
École Lamartine

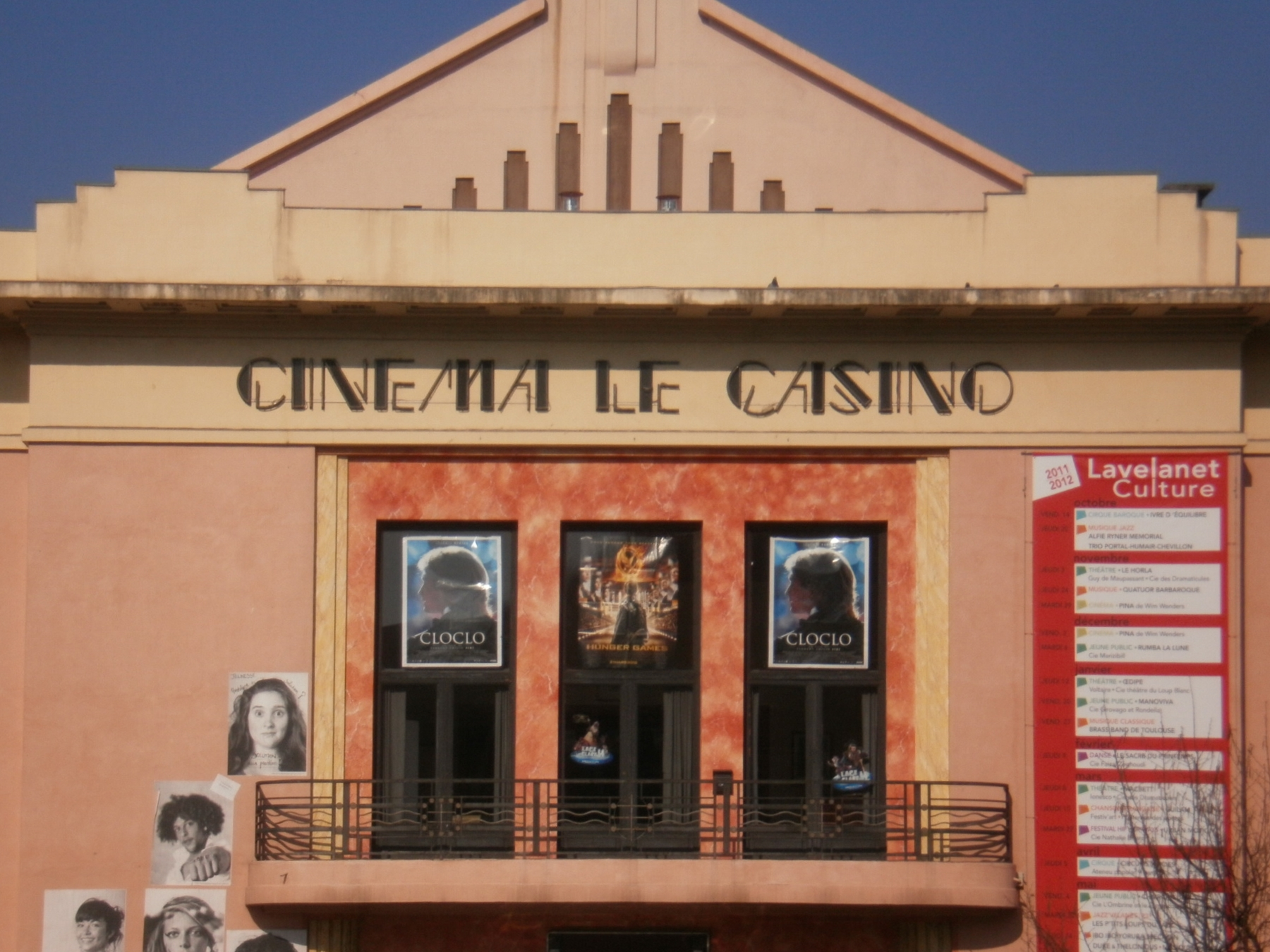
Cinéma le Casino

- École primaire publique George Sand
- École primaire Jeanne-d'Arc (privée)
- École maternelle Jean-Jaurès
- École maternelle Les Avelines

### Manifestations culturelles et festivités
- Fête de la noisette (chaque année au début de l'automne)
- Fête de la ville (chaque année pour le 14 juillet)
- Jazz'velanet (chaque année au mois de mai)
- Cinéma le Casino
- Pétanqu'Ovalie, concours de pétanque organisé de 2005 à 2015

### Santé
Centre hospitalier La Soulano

### Sports
- Stade lavelanétien club de rugby à XV
- Cyclisme Ronde de l'Isard d'Ariège 2009, arrivée du Tour de France 1950 départ du Tour de France 2002, Tour de France 2008, (12e étape du Tour de France 2008), Route du Sud, étape du Tour de France 2015, étape du Tour de France 2016
- Stade Lavelanet basket
- Handball (HBCLPO)
- Club de Gymnastique du Pays d'Olmes (GGPO)
- Ski à la station des Monts d'Olmes

### Cultes
- Église Notre-Dame-de-l'Assomption
- Salle de prière rue Pasteur (Islam)

## Économie

### Revenus
En 2018, la commune compte 2 858 ménages fiscaux, regroupant 5 591 personnes. La médiane du revenu disponible par unité de consommation est de 17 650 € (19 820 € dans le département). 28 % des ménages fiscaux sont imposés (40,7 % dans le département).

### Emploi
| Division       | 2008   | 2013   | 2018   |
| -------------- | ------ | ------ | ------ |
| Commune        | 15,8 % | 16,6 % | 19,8 % |
| Département    | 8,9 %  | 11,1 % | 11,2 % |
| France entière | 8,3 %  | 10 %   | 10 %   |

En 2018, la population âgée de 15 à 64 ans s'élève à 3 384 personnes, parmi lesquelles on compte 67,5 % d'actifs (47,6 % ayant un emploi et 19,8 % de chômeurs) et 32,5 % d'inactifs,. Depuis 2008, le taux de chômage communal (au sens du recensement) des 15-64 ans est supérieur à celui de la France et du département.
La commune est la commune-centre de l'aire d'attraction de Lavelanet,. Elle compte 2 393 emplois en 2018, contre 2 470 en 2013 et 2 799 en 2008. Le nombre d'actifs ayant un emploi résidant dans la commune est de 1 636, soit un indicateur de concentration d'emploi de 146,3 % et un taux d'activité parmi les 15 ans ou plus de 43,8 %.
Sur ces 1 636 actifs de 15 ans ou plus ayant un emploi, 882 travaillent dans la commune, soit 54 % des habitants. Pour se rendre au travail, 83,3 % des habitants utilisent un véhicule personnel ou de fonction à quatre roues, 1,4 % les transports en commun, 12 % s'y rendent en deux-roues, à vélo ou à pied et 3,2 % n'ont pas besoin de transport (travail au domicile).

### Activités hors agriculture
607 établissements sont implantés  à Lavelanet au 31 décembre 2019. Le tableau ci-dessous en détaille le nombre par secteur d'activité et compare les ratios avec ceux du département,.
| Secteur d'activité                                                                                        | Commune | Commune | Département |
| Secteur d'activité                                                                                        | Nombre  | %       | %           |
| --- | ------- | ------- | ----------- |
| Ensemble                                                                                                  | 607     | 100 %   | (100 %)     |
| Industrie manufacturière, industries extractives et autres                                                | 83      | 13,7 %  | (12,9 %)    |
| Construction                                                                                              | 96      | 15,8 %  | (14,2 %)    |
| Commerce de gros et de détail, transports, hébergement et restauration                                    | 163     | 26,9 %  | (27,5 %)    |
| Information et communication                                                                              | 12      | 2 %     | (1,8 %)     |
| Activités financières et d'assurance                                                                      | 37      | 6,1 %   | (2,8 %)     |
| Activités immobilières                                                                                    | 26      | 4,3 %   | (4,2 %)     |
| Activités spécialisées, scientifiques et techniques et activités de services administratifs et de soutien | 70      | 11,5 %  | (13,2 %)    |
| Administration publique, enseignement, santé humaine et action sociale                                    | 81      | 13,3 %  | (14,4 %)    |
| Autres activités de services                                                                              | 39      | 6,4 %   | (8,8 %)     |

Le secteur du commerce de gros et de détail, des transports, de l'hébergement et de la restauration est prépondérant sur la commune puisqu'il représente 26,9 % du nombre total d'établissements de la commune (163 sur les 607 entreprises implantées  à Lavelanet), contre 27,5 % au niveau départemental.
Les cinq entreprises ayant leur siège social sur le territoire communal qui génèrent le plus de chiffre d'affaires en 2020 sont : 
- SARL Olmes Distribution, supermarchés (18 629 k€) ;
- Mecaprec, mécanique industrielle (8 600 k€) ;
- Constructions Montages Assembliers, mécanique industrielle (5 485 k€) ;
- SARL Gaetan Sanchez Et Fils, travaux de terrassement courants et travaux préparatoires (3 717 k€) ;
- Spideco Ariege Occitanie, travaux de peinture et vitrerie (3 383 k€).

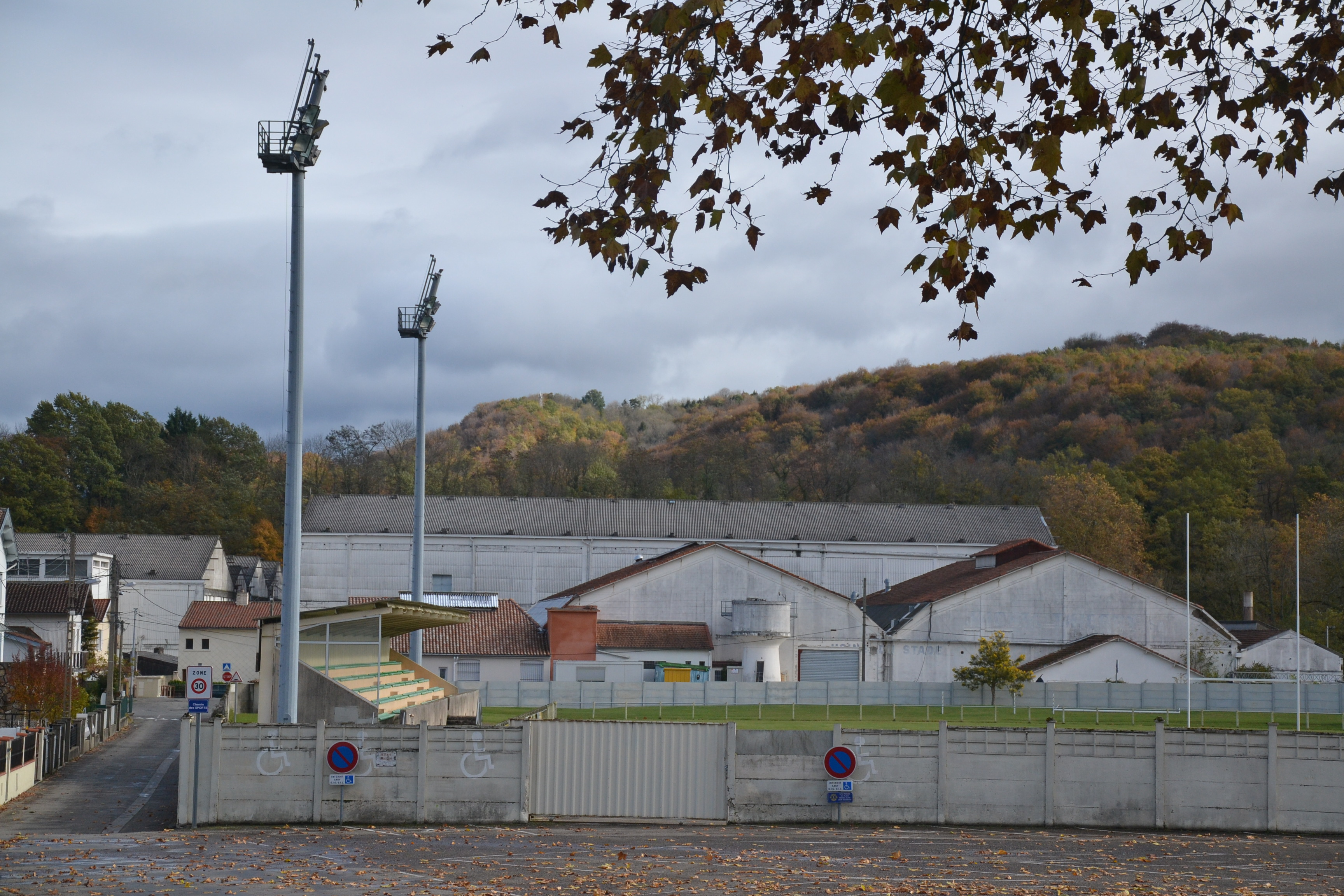
Lavelanet constitue le cœur d'un bassin textile historique, dont il reste de nombreuses friches (ici la friche FTL, en arrière-plan).

Anciennement réputée pour ses industries textiles, la plupart d'entre elles sont aujourd'hui fermées, principalement à cause de l'importation de textiles venant de pays étrangers. Ces activités d'autrefois sont présentées depuis 1986 dans le cadre du musée du textile et du peigne en corne, installé dans les locaux de la manufacture des draperies Dumons Frères qui avait été fondée en 1796.
La production textile s'intensifie et s'industrialise au XIXe siècle, poussé par le déclin de cette même industrie dans le Languedoc où la monoculture de la vigne domine peu à peu l'économie. Parallèlement l'utilisation de matières premières importées permet d'augmenter la qualité. Atteignant son apogée au milieu du XXe siècle, par le biais d'entreprises comme Bergère, Couquet, Dumons, Escolier, Laffont ou Roudière, l'industrie textile entame ensuite un déclin inexorable.
De 1995 à 2015, l'industrie textile a perdu plus de 5 000 emplois en passant de plus de 6 000 employés à moins de 600 aujourd’hui. L'État et la Région tentent de recentrer le développement touristique sur les atouts culturels et naturels des Pyrénées Cathares. Cependant le recul de l’activité industrielle induit une perte démographique, une hausse du chômage. Les friches industrielles dues à l'extension en son temps de l'industrie textile se sont multipliées et laissent une empreinte forte dans son territoire. Les patrimoines matériel et immatériel générés par cette activité sont notamment valorisés par le Pays d'art et d'histoire des Pyrénées Cathares.

### Entreprises
- C.M.A : Chaudronnerie Mécanique Ariégeoise, entreprise d'usinage de pièces principalement pour le secteur aéronautique; basée à Lavelanet
- Tissages cathares fabrique du linge de maison.
- Biotex Technologie fabrique des vêtements spécialisés et aussi des masques respiratoires pour adultes et enfants.

### Agriculture
|                                   | 1988 | 2000 | 2010 |
| --------------------------------- | ---- | ---- | ---- |
| Exploitations                     | 19   | 6    | 6    |
| Superficie agricole utilisée (ha) | 260  | 260  | 315  |

La commune fait partie de la petite région agricole dénommée « Région sous-pyrénéenne ». En 2010, l'orientation technico-économique de l'agriculture  sur la commune est l'élevage de bovins pour la viande. Six exploitations agricoles ayant leur siège dans la commune sont dénombrées lors du recensement agricole de 2010 (douze en 1988). La superficie agricole utilisée est de 315 ha.

## Culture locale et patrimoine

### Lieux et monuments

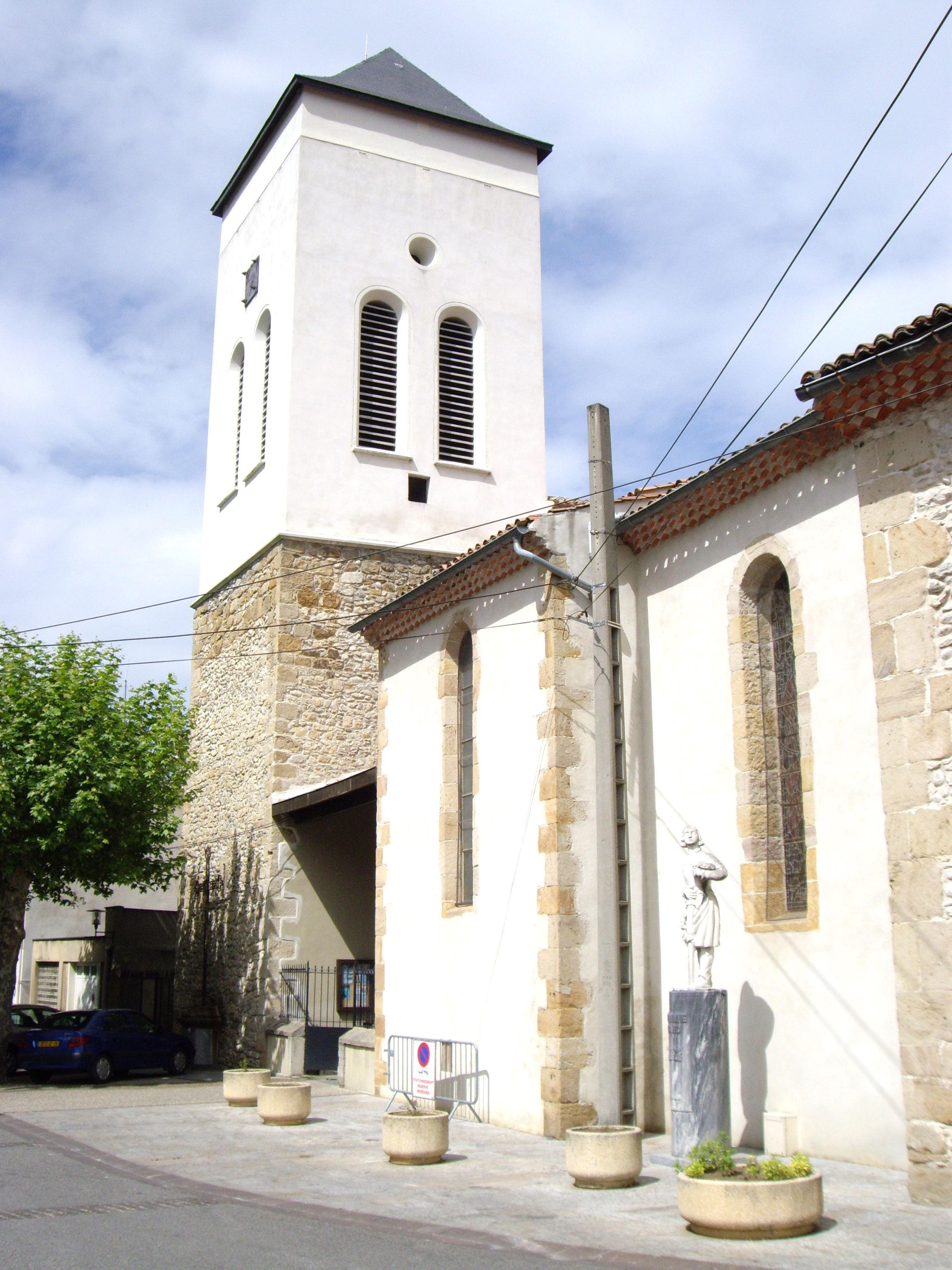
Église Notre-Dame-de-l'Assomption de Lavelanet

#### Église Notre-Dame-de-l'Assomption
La première pierre de l'église Notre-Dame-de-l'Assomption a été posée le 24 mars 1628. De style gothique, son chœur est à huit pans. Elle a été édifiée à l'emplacement d'une autre église détruite dédiée à saint Antoine de Padoue et bâtie au XIIe siècle. Le clocher s'écroule en 1879, la reconstruction totale se terminera en 1931.
En 2000 une restauration est entreprise. L'église est répertorié dans la Base Mérimée.
Certaines pièces de mobilier sont référencer dans la Base Palissy :
- La porte du XVIIe
- La cuve baptismale portant la date 1633
- La chaire sculptée datant du XVIIe
- Tableau de la crucifixion (XVIIe siècle)
- L'autel du XVIIIe (dont la tête du médaillon central a été martelé à la Révolution)
- Deux fresques de Reynold Arnould (1919-1980) datant de 1942 et 1943[78].
- Chemin de Croix de Mady de La Giraudière (inauguré en 2007) et 9 autres tableaux de cette artiste.
- Orgue Puget et fils au buffet néo-gothique, classé monument historique, dans lequel est mort Eugène Puget.

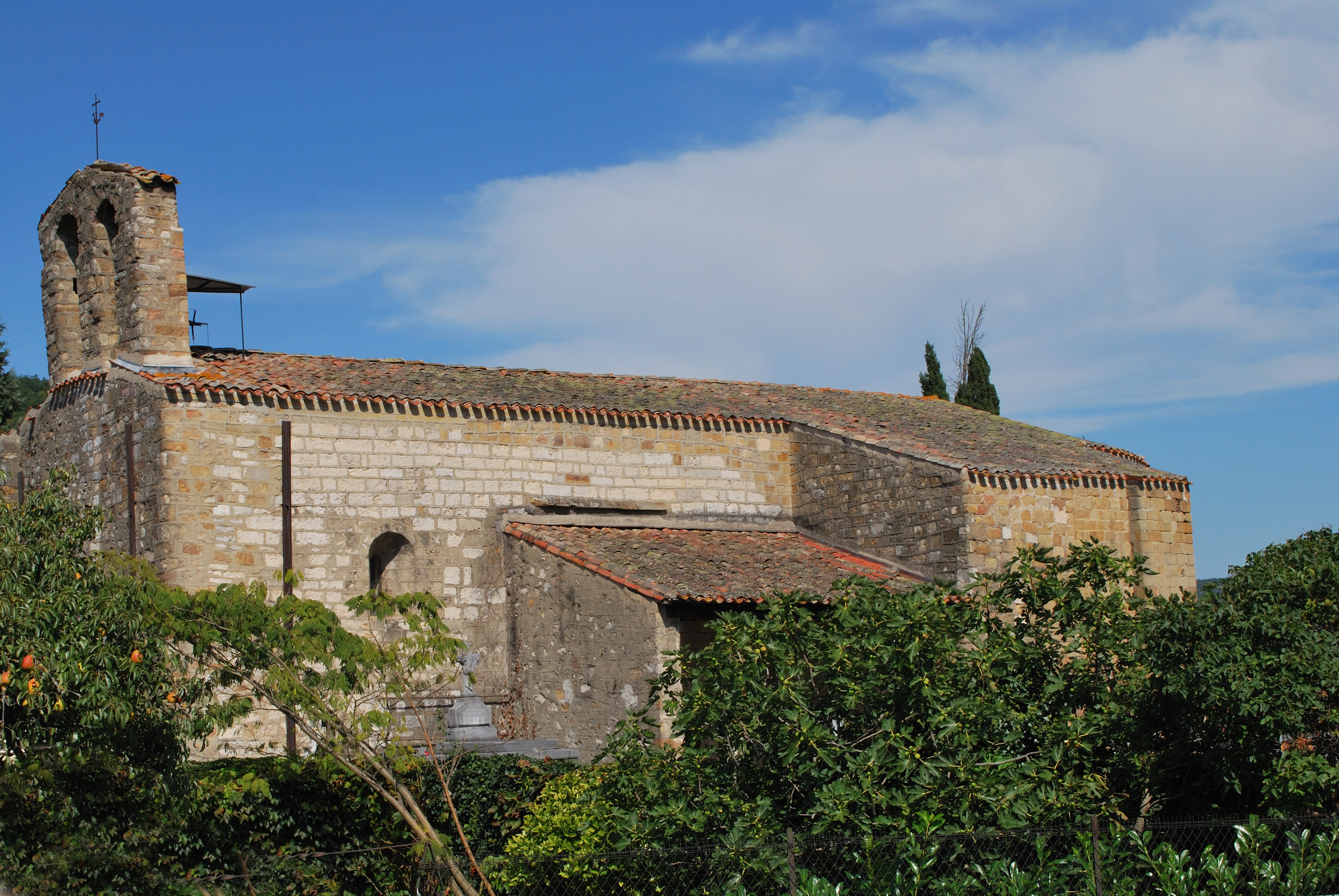
Chapelle de Bensa.

#### Autres lieux
- Oratoire de Sainte-Ruffine[79]. Haute colline rocheuse qui fait référence à Sainte Ruffine dont l'histoire, la légende, est mal connue. Difficile de se rapporter, à des textes précis mais l'œuvre des Saints parle d'une chrétienne romaine, issue d'une famille de nobles. Avec sa sœur Secunda, elles s'étaient converties au catholicisme, au IIIe siècle. Très mal vue par la population et la Curie, elles enduraient de nombreuses persécutions. Malgré les brimades, jamais les deux sœurs n'acceptèrent de renier leur religion. Devant l'impossibilité de leur faire abandonner le catholicisme, le pouvoir décida de les martyriser. Amenées dans une forêt, dans les environs de Rome, les deux sœurs furent décapitées, ensemble, le 10 juillet 257 et enterrées sur le lieu même de leur supplice[80].
- Chapelle Saint-Sernin de Bensa datant du XIIe siècle. L'édifice est inscrit à l'inventaire des monuments historiques depuis 1950[81]. Deux tableaux sont référencés dans la Base Palissy (voir les notices liées)[81].
- L'esplanade (place de Lavelanet)
- Musée du textile et du peigne en corne[82], installé dans l'ancienne usine textile Dumons, parmi les dernières à avoir conservé sa cheminée d'usine.
- Monument aux morts pour la France[83]
- L'école primaire publique George-Sand, édifiée en 1935 par l'architecte Marcel Sylvain Simorre, détentrice du label Architecture contemporaine remarquable[84].

### Personnalités liées à la commune
- Jean-Baptiste Clauzel (1746-1803) : homme politique né à Lavelanet ;
- Georges Méliès (1861-1938) : pionnier du cinéma, dont le père est originaire de Lavelanet ;
- Paul Manaut (1882-1959) : sculpteur, natif de Lavelanet ;
- Antoine de Lévis-Mirepoix (1884-1981) : écrivain et académicien mort à Lavelanet ;
- Alix André (1909-2000) : romancière, viticultrice, lauréate de l'Académie française ;
- André Roudière (1922-2010) : industriel du textile, fondateur de l'entreprise du même nom, parmi les principales de la place textile de Lavelanet dans la deuxième moitié du XXe siècle ;
- Mady de La Giraudière (1922-2018) : peintre originaire de Lavelanet et qui y est morte ;
- Aldo Quaglio (1932-2017) : joueur de rugby à XV puis à XIII, mort à Lavelanet ;
- Marie Laforêt (1939-2019) : actrice et chanteuse, dont l'arrière-grand-père paternel, Louis Doumenach, était un chef d'entreprise local[85] ;
- Jules Celma (1948-) : écrivain et réalisateur né à Lavelanet ;
- Jean-Pierre Bel (1951-) : ancien président du Sénat, ancien maire de Lavelanet ;
- Thierry Merlos (1956-) : joueur de rugby à XV né à Lavelanet ;
- Patrick Estève (1959-) : joueur de rugby à XV né à Lavelanet ;
- Philippe Bonhoure (1961-) : joueur de rugby à XV né à Lavelanet ;
- Jean-Marie Banos (1962-) : escrimeur canadien né à Lavelanet ;
- Myriam Martin (1968-) : femme politique née à Lavelanet ;
- Jean-Louis Jordana (1968-) : joueur de rugby à XV né à Lavelanet ;
- Thomas Piquemal (1969-) : dirigeant d'entreprise né à Lavelanet ;
- Fabien Barthez (1971-) : joueur de football né à Lavelanet ;
- Tara Römer (1974-1999) : acteur né à Lavelanet ;
- Bénédicte Taurine (1976-) : femme politique née à Lavelanet ;
- Benoît Baby (1983-) : joueur de rugby à XV né à Lavelanet ;
- Cédric Gomez (1983-) : joueur de basket-ball né à Lavelanet ;
- Perrine Laffont (1998-) : skieuse acrobatique née à Lavelanet, championne olympique 2018 et cinq fois championne du monde.

### Héraldique, logotype et devise
« Avelano » : noisetier
Nom de « Beleu » (dieu phénicien) que les Romains ont transformé en « Avelana », en référence aux noisetiers
NB : Sceau gothique (usage à la mairie) : portait un noisetier au milieu d’un ovale surmonté d’une petite croix.
| Blason | Blasonnement : D’argent (de gueules) à la branche de noisetier feuillée de sinople fruitée au naturel ; au chef parti au 1er d'azur (de gueules) au croissant d'argent accosté (d'or soutenu) de deux étoiles du même, au 2e de gueules à la croix occitane d'or. |

On retrouve la branche de noisetier surmontée de la croix boulée des comtes de Toulouse à droite, à gauche d’un croissant de lune entouré de deux étoiles (hypothèse par laquelle le seigneur de Lavelanet aurait participé aux croisades). L’écusson était coiffé d’un soleil resplendissant qui fut remplacé par quatre tours lors du mariage de la dernière fille du seigneur de Lavelanet avec le comte de Fumel (juin 1653). Fumel était une ville fortifiée, d’où les tours. Aujourd’hui, la ville a conservé ce blason.

## Pour approfondir